# 신일철주금 강제징용 소송
신일철주금 강제징용 소송은 일제강점기 강제징용 피해자들이 대한민국 법원에 일본 기업 신일철주금에 대한 손해배상금을 청구한 사건을 말한다.

## 배경
일본은 제2차 세계대전 중 전쟁 체제에서 인력 확보를 위해 많은 조선인을 강제로 동원하였다. 1938년 4월 1일 국가총동원법을 공포하고 5월 5일부터 조선에서 이를 실시하였다. 일본은 또한 1939년 국가총동원법에 기초하여 국민총동원령을 제정하였으며, 한국인의 반발을 우려하여 지원 가장한 노동력 징발을 추진하였다.
이외에 학교졸업자사용제한령, 종업자고입제한령, 종업자이동방지령 등을 만들어 노동자들이 마음대로 직업을 선택하거나 바꾸지 못하도록 하였다. 1941년 12월 6일에는 노무조정령을 제정하였는데, 이 법령은 일본이 필요한 노무를 확보하고 통제하기 위한 것이었다. 이에 따라 국가의 직접지배시책을 시행하여 징용제도로서 전쟁 수행에 필요한 노동력의 부족을 보충하였다. 이러한 강제 동원을 위해 마을 단위까지 총동원연맹을 만들었는데, 이 조직의 조선 연맹의 총재는 조선총독이었다. 1943년 당시 조선의 가구수는 487만 8,901호였고 이 총동원연맹에 소속된 사람은 457만 9,162명이었다. 이 조직을 통해 물자와 인적자원을 강제로 통제, 동원하였다.
1942년 일제는 근로보국대(勤勞報國隊)를 창설하여 한국인 강제 동원의 초석을 다졌고, 1944년 9월에는 국민징용령을 한국인에게도 확대 적용하여 강제적 징용을 실시하였다.
전쟁을 위한 노동자로 강제로 징용된 이들은 사할린섬 등 일본의 탄광에서 강제 노역을 당하거나 군속으로 차출되어 일본이 침략한 동남아와 남양 군도(미크로네시아) 지역의 군사 기지 건설이나 철도 공사에 동원되었다. 이중 상당수가 임금 없이 과중한 강제 노역에 시달렸으며 결국 고국으로 돌아오지 못하고 전쟁 중 또는 전후 전범으로 희생되었고, 사할린의 징용된 조선인들은 냉전의 시작으로 고향으로 돌아오지 못했다. 한편 전투력 약화를 보충하기 위해 조선인 학생을 대상으로 징병을 실시하여 학도병이란 이름으로 전쟁에 동원하였다.
1965년 한일 국교 정상화 당시 한국 정부에 따르면 노동자·군인·군속으로 강제 동원되었던 한국인 피해자는 103만 2,684명이라고 하였다. 그렇지만 이 통계에는 후에 알려지게 된 종군 위안부 등이 포함되지 않아 실제는 이보다 훨씬 많은 800만여 명에 달하는 것으로 추산된다. 현재도 징용보상책임문제가 한일 양국간 현안 중 하나이며, 일본에서는 당시 일본제국 정부에서 그러한 일을 지시했다는 문서가 없음을 이유로 그러한 사실 자체를 부인해왔다.
일본의 일부 연구자들은 실질적으로 강제가 있었던 1944년 9월부터 1945년 3월까지이며, 그 이전의 채용은 강제가 아니었다 고 주장하고있다. 일본 정부의 입장도 마찬가지이다.
2018년 한국 대법원이 배상판결을 내렸지만 5년이 지난 현재까지 일본기업 자산 현금화가 이루어지지 않고 있다. 2019년 당시 국회의장 문희상이 한일 양국이 함께 배상하는 해결책을 제시했지만 일본 경단련은 일본기업이 배상하는 일은 없을 것이라고 거부했다. 2023년 2월 윤석열 정부는 한국재단이 대신 갚아주는 안을 구상하고 있다고 발표하자 이에 징용피해자 단체들은 크게 반발하고 있다.
2023년 3월 6일 한국정부는 한국재단이 대신 갚아주기로 결정했다고 발표했다. 이에 징용피해자 지원단체는 대법원의 판결을 무력화시킨 처사라고 항의, 최대야당인 민주당은 굴욕적인 협상이라고 비난했다.

## 이춘식 등 강제징용 피해자 4명이 제기한 소송

### 개요
여운택·신천수·이춘식·김규수씨 등 강제징용 피해자 4명이 신일본제철(현 신일철주금)을 상대로 낸 1억원의 손해배상 청구 소송.
- 1997년 12월 24일, 강제징용 피해자 여운택, 신천수 씨는 오사카 지방재판소에 신일철주금을 상대로 손해배상소송을 제기했다.
- 2001년 3월 27일, 원고 패소 판결
- 2002년 11월 19일, 오사카 고등재판소, 항소기각 판결
- 2003년 10월 9일, 일본 최고재판소 상고기각 판결
- 2005년 2월 28일, 강제징용 피해자 여운택, 신천수, 이춘식, 김규식 씨는 서울중앙지법에 신일철주금을 상대로 손해배상소송을 제기했다.
- 2008년 4월 3일, 원고 패소 판결.
- 2009년 7월 16일, 서울고법, 항소기각 판결
- 2012년 5월 24일, 대법원 제1부(주심 김능환 대법관), 원고 승소, 파기환송.
- 2013년 7월 10일, 서울고법, 1명당 1억원씩 손해배상 판결
- 2013년 8월, 신일철주금이 불복해서 대법원에 상고.
- 2013년 12월, 원고 여운택씨 사망
- 2014년 10월, 원고 신천수씨 사망
- 2018년 6월, 원고 김규수씨 사망
- 2018년 10월 30일, 대한민국 대법원은 신일본제철(신일철주금)이 강제징용 피해자 4명에게 1인당 1억원씩 배상하라고 판결했다. 원고 4명 중에서 3명은 사망했다. 휠체어를 타고 온 유일한 생존자 이춘식 할아버지는 98세였다.

### 일제강점기 강제징용 피해
여운택 씨와 이춘식 씨는 1941~43년 신일본제철의 전신인 일본제철의 일본 공장에 강제동원돼 고된 노역을 했다. 그러나 일제 패망 이후 여씨 등은 임금을 전혀 받지 못한 채 귀국했다. 당시 공장 노동자 중에는 임금, 퇴직충당금과 저축금 등을 포함한 미불금을 정산해서 받은 사람도 있는 반면에 그렇지 않은 사람도 있었는데, 여씨 등은 이를 전혀 받지 못하고 귀국하였다.

### 일본에서의 소송
여운택 씨와 이춘식 씨는 1997년 일본 법원에 임금과 손해배상을 청구하는 소송을 냈다. 1997년 12월 24일 일본 오사카지방재판소에, 피고인 신일본제철 주식회사와 일본국을 상대로 국제법 위반 및 불법행위 등을 이유로 한 손해배상금과 강제노동기간 동안 지급받지 못한 임금 등의 지급을 구하는 소송을 제기하였던 것이다.
그러나 일본 오사카지방재판소는 2001년 3월 27일 원고청구를 기각하는 판결을 선고하였다. 이에 원고들은 오사카고등재판소에 항소하였으나, 2002년 11월 19일 항소기각판결을 선고받았다. 이에 원고들은 일본 최고재판소에 상고하였으나, 2003년 10월 9일 일본 최고재판소는 상고기각 및 상고불수리 결정을 내렸고, 이로써 위 판결들이 확정되었다.
일본법원은 위 원고들을 사건 당시 일본인이었던 것으로 보고, 당시의 한반도를 일본 영토의 구성부분으로 봄으로써 위 원고들의 청구에 적용될 준거법을 일본법으로 정하였다. 일본의 한국병합 경위에 관하여 일본법원은 다음과 같이 설시하였다.
“조선은 1910년 한일합병조약이 체결된 후, 일본국의 통치하에 있었다.” [...] “당시 일본국 정부, 조선총독부 등이 전시 하의 노무동원을 위한 적극적인 정책을 내세우고 있었던 것이 인정된다고 하더라도 위 원고들은 모두 노동자 모집 당시의 설명에 응하여 그 의사에 의하여 응모함으로써 오사카제철소에서 노동하기에 이른 것이고, 이들의 의사에 반하여 강제연행한 것은 아니다." [...] “위 원고들이 응모한 1943년 9월 경에는 이미 ‘조선인 내지이주 알선요강’에 따라 사업주의 보도원(보도원)이 지방행정기관, 경찰, 그리고 조선노무협회 등이 연계된 협력을 받아 단기간에 목적한 인원수를 확보하고, 확보된 조선인 노무자는 사업주의 보도원에 의해 인솔되어 일본의 사업소로 연행되는 ‘관 알선 방식’으로 징용이 실시되었는데, 이것은 일본국 정부가 후생성과 조선총독부의 통제 하에 조선인 노동력을 중요기업에 도입하여 생산기구에 편입하려는 계획 하에 진행된 것”

또한 일본법원은 구 일본제철의 위 원고들에 대한 채무가 구 일본제철과 별개의 법인격을 가지고 있는 피고 신일본제철 주식회사에 승계되지 아니하였을 뿐만 아니라, 그렇지 않더라도 1965년 한일 청구권협정과 일본의 재산권조치법에 의해 위 채무는 소멸하였다고 설시하였다. 다만 일본판결은 구 일본제철이 사전 설명과 달리 위 원고들을 오사카제철소에서 자유가 제약된 상태로 위법하게 강제노동에 종사하게 한 점, 실질적인 고용주로서 위 원고들에 대하여 일부 임금을 지급하지 아니하고, 안전배려의무를 제대로 이행하지 아니한 점 등 위 원고들의 청구원인에 관한 일부 주장을 받아들였다.

### 1심
이에 여씨 등 4인의 원고는 위의 일본소송이 종료한 이후인 2005년 2월 28일 대한민국 법원인 서울중앙지방법원에 피고인 신일본제철 주식회사를 상대로 국제법 위반 및 불법행위를 이유로 한 손해배상금의 지급을 구하면서 소송을 제기하였다. 원고 2인은 일본소송에서 주장한 청구원인과 동일한 내용을 이 사건 소송의 청구원인으로 하였다.
2008년 4월 3일, 서울중앙지법 민사합의 10부(윤준 부장판사)는 지난 2005년 일제 강점기 때 강제징용을 당했다가 귀국한 여운택(85)씨 등 5명이 "미불 임금과 돌려받지 못한 강제 저축금·위자료 등을 지급하라"며 신일본제철을 상대로 제기한 5억원 손해배상 청구소송에서 원고 패소 판결을 내렸다.
재판부는 ▲일제강점기 강제징용 피해의 시효가 소멸됐다는 점 ▲일본제철과 신일본제철은 서로 다른 회사라는 점 등을 들어 손해배상 청구소송을 기각했다.
"당시 일본 정부의 조직적인 인력 동원에 일본제철이 적극적으로 참여, 인력 확충에 나선 사실은 인정된다. 그러나 일본제철과 신일본제철은 법인격도 다르고 채무승계 관계에 있지도 않은 만큼 원고들은 피고를 상대로 위자료를 청구할 권리가 없다. 여씨 등 2명은 일본에서 최종 패소 확정 판결을 받았고, 일본 법정의 판결이 국내의 선량한 풍속이나 그밖의 사회질서에서 벗어나지 않는 한 국내에서도 기속력을 갖는 만큼 다시 판결할 수 없다"

다만 재판부는, "원고 중 이씨 등 3명의 위자료 청구권은 한일협정에 의해 소멸된 것으로 판단되지 않는다"며 "우리나라가 일본과 맺은 청구권 협정에 의해 우리나라 국민의 일본국에 대한 청구권 자체가 소멸됐다고 볼 수 없다"고 판시했다.
또한 재판부는 이날 일제강점기 강제동원의 불법성을 역사적 사실로 인정하고, 그것에 대한 한국 법원의 재판관할권도 인정해 눈길을 끌었다.
"일본 정부가 제철소에 인력을 강제 동원하고 구 일본제철도 일본정부의 동원 정책에 가담하는 등 불법행위를 저질렀다. 원고들은 일제 강점기하에서 기망에 의해 동원됐고 어린 나이에 구체적 임금도 모른 채 강제노동에 종사했다는 사실이 충분히 인정된다"며 ▲일본정부가 제철소 인력 확보를 위해 어린 나이의 원고들을 강제로 징집하고 열악한 환경속에서 강제 노역을 하게 한 점 ▲원고들이 가족과 떨어져 구체적 임금 액수도 모른 채 상시 감시를 당하며 일본 정부의 조직적 기망행위에 이용당한 점 등은 증거 자료에 의해 충분히 입증된다고 지적했다. "원고들이 동원돼 강제노동을 했기 때문에 불법행위는 대한민국 내 원고들의 각 거주지역에서 원고들을 동원한 것으로부터 일본에 이르러 강제노동에 종사시키기까지 일련의 계속된 과정에서 이뤄진 것이므로 대한민국은 불법행위지에 해당하고, 우리나라 법원에 재판관할권이 있다"고도 밝혔다.
하지만 소송을 제기한 강제징용 피해자들은 "소극적 판결"이라고 반발하면서 "향후 항소여부를 검토하겠다"고 말했다. 소송의 원고로 참여한 김기수씨는 "앞으로 상급법원에 항소할 것인지 아니면 대한민국 정부를 상대로 손해배상 청구소송을 제기할 것인지 논의해야 할 것"이라고 말했다.

### 2심
2009년 7월 16일, 서울고법 제21민사부(김주현 부장판사)는 원심과 마찬가지로 패소 판결하였다.

### 상고심 대법원
그러나 2012년 5월 대법원 1부(주심 김능환 당시 대법관)는 다음과 같이 원고승소 취지의 파기환송 판결을 내렸다.
먼저 일본판결의 이유에는 일본의 한반도와 한국인에 대한 식민지배가 합법적이라는 규범적 인식을 전제로 하여, 일제의 국가총동원법과 국민징용령을 한반도와 위 원고들에게 적용하는 것이 유효하다고 평가한 부분이 포함되어 있으나, 이는 대한민국 헌법에 위배된다고 하였다. 대한민국 헌법에 따르면 대한민국은 3·1운동으로 건립된 대한민국임시정부의 법통을 계승한다고 되어 있는데, 이러한 대한민국 헌법의 규정에 비추어 볼 때, 일제강점기 일본의 한반도 지배는 규범적인 관점에서 불법적인 강점(강점)에 지나지 않고, 일본의 불법적인 지배로 인한 법률관계 중 대한민국의 헌법정신과 양립할 수 없는 것은 그 효력이 배제된다고 보아야 한다는 것이었다.
이에 따른다면, 일본판결 이유는 일제강점기의 강제동원 자체를 불법이라고 보고 있는 대한민국 헌법의 핵심적 가치와 정면으로 충돌하는 것이 된다. 그러므로 이러한 판결 이유가 담긴 일본판결을 그대로 승인하는 결과는 그 자체로 대한민국의 선량한 풍속이나 그 밖의 사회질서에 위반되는 것임이 분명하고, 대한민국에서 이러한 일본판결을 승인하여 그 효력을 인정할 수는 없다고 보았다.
또한 신일본제철이 구 일본제철과 동일한 법인격인지에 대해서도 대법원은 일본법이 아닌 한국법에 따라 두 회사가 동일한 회사라고 판시하였다. 구 일본제철이 신일본제철로 변경되는 과정에서 신일본제철이 구 일본제철의 영업재산, 임원, 종업원을 실질적으로 승계하여 회사의 인적, 물적 구성에는 기본적인 변화가 없었다는 것이다. 물론 일본 국내법인 회사경리응급조치법과 기업재건정비법 등에 따르면, 구 일본제철이 해산되고 제2회사가 설립된 뒤 흡수합병의 과정을 거쳐 신일본제철로 변경되는 등의 절차를 거친 이상, 두 회사는 동일한 회사가 아닌 게 되지만, 이러한 일본 국내법들은 전후처리 및 배상채무 해결을 위한 일본 국내의 특별한 목적 아래 제정된 기술적 입법에 불과하다. 그러므로 이러한 일본 국내법을 이유로 구 일본제철의 대한민국 국민에 대한 채무가 면탈되는 결과로 되는 것은 대한민국의 공서양속에 비추어 용인할 수 없다고 보았다.
또한 1965년의 청구권협정에 대해서도 대법원은 다르게 판단하였다. 청구권협정은 일본의 식민지배 배상을 청구하기 위한 협상이 아니라 샌프란시스코 조약 제4조에 근거하여 한일 양국 간의 재정적·민사적 채권·채무관계를 정치적 합의에 의하여 해결하기 위한 것으로서, 청구권협정 제1조에 의해 일본 정부가 대한민국 정부에 지급한 경제협력자금은 제2조에 의한 권리문제의 해결과 법적 대가관계가 있다고 보이지 않는다는 것이었다. 실제로 청구권협정의 협상과정에서 일본 정부는 식민지배의 불법성을 인정하지 않은 채, 강제동원피해의 법적 배상을 원천적으로 부인하였고, 이에 따라 한일 양국의 정부는 일제의 한반도 지배의 성격에 관하여 합의에 이르지 못하였다. 이러한 상황에서 일본의 국가권력이 관여한 반인도적 불법행위나 식민지배와 직결된 불법행위로 인한 손해배상청구권이 청구권협정의 적용대상에 포함되었다고 보기는 어렵다는 것이 대법원의 판단이었다. 이에 따라 대법원은 청구권협정으로 개인청구권이 소멸하지 아니하였음은 물론이고, 대한민국의 외교적 보호권도 포기되지 아니하였다고 판시하였다.
나아가 국가가 조약을 체결하여 외교적 보호권을 포기함에 그치지 않고 국가와는 별개의 법인격을 가진 국민 개인의 동의 없이 국민의 개인청구권을 직접적으로 소멸시킬 수 있다고 보는 것은 근대법의 원리와 상충되는 점을 대법원은 지적하였다. 설령 국가가 조약을 통하여 국민의 개인청구권을 소멸시키는 것이 국제법상 허용될 수 있다고 하더라도, 국가와 국민 개인이 별개의 법적 주체임을 고려하면, 조약에 명확한 근거가 없는 한 조약 체결로 국가의 외교적 보호권 이외에 국민의 개인청구권까지 소멸하였다고 볼 수는 없을 것인데, 청구권협정에는 개인청구권의 소멸에 관하여 한일 양국 정부의 의사의 합치가 있었다고 볼 만큼 충분한 근거가 없다는 점 역시 지적되었다.
마지막으로 소멸시효와 관련해서는 원고들의 청구권이 소멸시효의 완성으로 소멸하지 않았다고 판시하였다. 적어도 위 원고들이 이 사건 소를 제기할 시점인 2005년 2월까지는 위 원고들이 대한민국에서 객관적으로 권리를 사실상 행사할 수 없는 장애사유가 있었다는 근거에서였다. 따라서 구 일본제철과 실질적으로 동일한 법적 지위에 있는 피고가 소멸시효의 완성을 주장하여 위 원고들에 대한 채무의 이행을 거절하는 것은 현저히 부당하여 신의성실의 원칙에 반하는 권리남용으로서 허용될 수 없다고 대법원은 판시하였다.

### 파기환송심
2013년 7월 10일, 서울고법 민사19부(윤성근 부장판사)는 여운택, 이춘식씨 등 4명이 신일본제철 주식회사를 상대로 낸 손해배상 소송의 파기환송심에서 "원고에게 각 1억원을 지급하라"며 원고 일부 승소로 판결했다.
재판부는 "일본의 핵심 군수업체였던 구 일본제철은 일본 정부와 함께 침략 전쟁을 위해 인력을 동원하는 등 반인도적인 불법 행위를 저질렀다. 침략 전쟁은 국제질서와 대한민국 헌법뿐 아니라 현재 일본 헌법에도 반하는 행위다"며 "신일본제철이 구 일본제철과의 동일성을 부정하거나 한일청구권협정 등을 내세워 책임이 없다고 하는 것은 대한민국의 헌법이 수호하고자 하는 핵심적 가치에 정면으로 반한다"고 강조했다. 이어 "행위 불법성의 정도와 그 고의성, 피해 정도, 50년이 넘는 기간 책임을 부정한 태도 등과 함께 국민소득 수준이나 통화가치가 변화한 점을 종합적으로 고려해 위자료 액수를 정했다"고 설명했다.
원고 여씨는 판결 선고 직후 "18살에 일본에 가서 죽을 고비를 넘겼다. 나처럼 원한 맺힌 대한민국 국민이 몇 명이나 더 있을지 모르겠다. 걱정하고 성원해 준 여러분께 백 번 감사드린다"고 소감을 밝혔다.

### 대법원 재판거래 및 선고지연
파기환송심 이후 피고인 일본 신일철주금 주식회사는 이에 재상고를 하였고, 사건은 다시 대법원으로 넘어왔다.
그러나 2013년 2월 출범한 박근혜 정부는 한일관계를 고려해 소송 결과가 번복돼야 한다는 입장을 보였다. 마침 그 전부터 양승태 대법원장은 일제 강제징용 피해자들에 대한 일본 전범기업의 손해배상 책임을 인정한 2012년 5월 대법원판결에 대해 "선고 전 김능환 대법관이 귀띔도 안 해주고 선고해 전원합의체로 결론을 내리지 못했다"고 불만을 드러낸 상태였다.
미쓰비시 등 전범기업을 대리한 김앤장 법률사무소 측은 손해배상 인정 판결에 대한 양 전 대법원장의 부정적 입장을 확인한 뒤 법원행정처 수뇌부와 적극 접촉해 '판결 뒤집기'를 시도했다. 그래서 김앤장 송무팀을 이끌던 한상호 변호사가 2013년 3월 양 전 대법원장을 직접 만났고, 이때 양 전 대법원장은 "한일관계에 심각한 영향을 줄 수 있는데 결론이 적정한지도 모르겠다"는 취지를 밝혔다.
이후 김앤장은 유명환 전 외교부 장관, 현홍주 전 주미대사 등 전직 외교부 고위공무원과 법관으로 구성된 강제징용사건 대응팀을 만들어 양승태 사법부 고위 관계자들을 비공식적으로 수시 접촉했다. 당시 양승태 사법부와 청와대는 외교부가 강제징용 소송에 대한 의견서를 대법원에 제출하면, 대법원은 의견서를 근거로 사건을 전원합의체에 회부하려는 계획을 세웠다. 마침 박근혜 전 대통령은 "이 판결이 확정되면 나라 망신이고 국격 손상"이라며 대법원에 외교부 의견서를 보내 다른 해결책을 찾으려 애썼다. 그때는 한·일 위안부 협상을 진행했던 시기로, 일본과 신뢰를 구축할 필요성이 있었다.
그러나 외교부는 의견서 제출을 머뭇거렸다. 이에 김앤장 한상호 변호사는 2015년 11월 양 전 대법원장을 찾아가 "외교부가 소극적이어서 걱정이다"면서 도움을 요청했다. 이에 양 전 대법원장은 "외교부의 요청으로 시작된 일인데, 외교부가 절차에 협조하지 않는다"고 불만을 토로하였다.
이때 임종헌 전 법원행정처 차장은 김앤장 측에 외교부의 의견 제출을 요청하는 촉구서를 제출하라는 '컨설팅'을 해주었다. 임 전 차장은 여기서 더 나아가 김앤장 측에서 써온 촉구서를 직접 고쳐주었고, 김앤장 측에 "(외교부에 지금) 촉구서를 내라, 주심 김용덕 대법관과도 얘기가 됐다"고 문서 제출 시기까지 세밀하게 조율하기도 했다.
그리고 김앤장이 촉구서를 제출한 직후인 2016년 10월께 한상호 변호사가 양 전 대법관의 집무실로 찾아가 "외교부가 이번에는 잘하겠지요"라고 묻자 양 전 대법관은 "잘 되겠지요"라며 전원합의체를 통해 청구 기각 판결을 내주겠다는 입장을 확인해줬다. 그 후 청와대와 외교부는 "강제징용 재상고 사건이 조기에 선고되지 않도록 해주고, 외교적 차원의 의미와 파장 등을 고려해 전원합의체 회부를 통해 신중히 결정해 달라"고 사법부에 수차례 요청을 넣었다.
하지만 대법원은 이 사건을 전원합의체에 서둘러 회부하지 않고, 청와대와 협상을 시도했다는 혐의를 받고 있다. 실제로 2019년 검찰의 수사 결과에 따르면, 당시 양승태 대법원은 대법원의 숙원사업이었던 상고법원의 도입과 법관의 해외 공관 파견 확대를 위한 지렛대로 강제징용 재상고 사건을 활용하려 했다고 알려졌다.
뿐만 아니라 양승태 대법원은 강제징용 피해자들의 손해배상 청구권에 소멸시효를 적용하지 않는다는 내용의 국회 입법 추진에 반대하기도 했다. 2015년 3월 국회에서 이언주 의원 등에 의해 "강제징용 피해자들의 손해배상 청구권에는 소멸시효를 적용하지 않는다"는 취지로 '일제강점하 강제징용 피해자의 손해배상 소송에 관한 특례법안'이 발의되자, 당시 법원행정처 사법지원실은 박병대와 강형주 당시 법원행정처 차장에게 "법률안이 제정될 경우 소급 입법에 해당해 위헌 시비가 발생할 수 있으므로 신중한 검토가 필요하다"는 보고를 한 것.
이후 법원행정처는 박병대의 승인 하에 국회에 법률 제정에 대한 부정적 의견을 전달했고, 2016년 제19대 국회 임기 만료와 함께 법안은 폐지됐다. 당시 법원행정처는 2012년 "일본 전범기업에 배상책임이 있다"고 인정한 대법원 판결을 기산점으로 민법상 소멸시효 3년이 지날 때까지 재상고심 결론을 내지 않는 방안을 구상했다. 실제 대법원은 일제 강제징용 손해배상 사건에 대한 재상고심 심리와 선고를 양승태 대법원장 퇴임시기인 2017년 9월까지 계속 미뤘다.

### 재상고심 - 대법원 전원합의체
그 후 2017년 9월 25일 김명수 대법원장이 새로 취임하였음에도, 대법원은 이 사건의 심리와 선고를 계속 미루고 있었다. 그러다가 2018년 7월에야 대법원은 이 사건을 전원합의체(재판장 김명수 대법원장)에 회부했다. 그 얼마 후인 2018년 8월경에는 검찰이 양승태 전 대법원장 재직 당시의 사법부 블랙리스트 관련 수사를 하는 과정에서 일제 강제징용 손해배상 사건을 갖고 대법원 법원행정처가 청와대와 재판거래를 하려 했다는 정황이 발견되었다.
그리고 대법원은 전원합의체 회부 이후 겨우 석달만인 2018년 10월 30일에 이 사건의 확정판결을 선고했다.
전원합의체는 최종확정판결에서 지난 2012년 5월의 대법원 1부(주심 김능환 당시 대법관) 판결을 대부분 그대로 재확인했다. 먼저 일본 식민지배의 불법성 여부에 관하여, 전원합의체는 ‘여씨 등 원고패소로 확정된 일본 법원의 판결 효력’에 대해 “일본의 식민지배가 합법이라는 전제 아래 일제강점기의 법령이 유효하다고 판단한 일본판결은 일제강점기 강제동원 자체를 불법이라고 보는 대한민국 헌법의 핵심적 가치와 정면으로 충돌하는 것이므로, ‘대한민국의 선량한 풍속이나 사회질서’에 위반되는 일본판결의 효력을 인정할 수 없다”고 밝혔다. 대법원은 또 “현재의 신일본제철이 여씨 등을 강제동원한 옛 일본제철을 그대로 승계했다고 보는 것이 옳다”며, 여씨 등 피해자들이 옛 일본제철에 대한 손해배상청구권을 신일철주금에도 행사할 수 있다고 판단했다.
대법원은 이와 함께 “여씨 등이 2005년 2월 국내 법원에 소송을 제기할 당시까지도 피해자들이 피고 일본기업을 상대로 대한민국에서 객관적으로 권리를 행사할 수 없는 장애사유가 있었다고 할 것이므로, 일본기업이 소멸시효 완성을 주장하는 것은 권리남용이어서 허용될 수 없다”고 판단했다.
그리고 핵심 쟁점인 ‘1965년 한일청구권 협정(한일협정)으로 강제동원 피해자들의 손해배상청구권이 소멸했는지’에 대해, 대법원 전원합의체는 7대6 의견으로 ‘피해자들의 개인청구권은 한일협정에 불구하고 소멸하지 않았다’고 판단했다. 전원합의체 다수의견은 “피해자들의 손해배상청구권은 ‘일본 정부의 한반도에 대한 불법적 식민지배 및 침략전쟁의 수행과 직결된 일본기업의 반인도적 불법행위를 전제로 하는 강제동원 피해자의 일본기업에 대한 위자료 청구권’이어서 한일협정의 적용대상에 포함되지 않는다”고 밝혔다. 다수의견은 “따라서 한일협정으로 피해자들의 개인적 손해배상청구권이 소멸하지 않았다”고 판단했다. 다수의견은 그 이유로 △청구권 협정으로 일본이 대한민국 정부에 지급한 경제협력자금이 권리 문제의 해결과 법적 대가 관계라고 보기 어렵고, △일본 정부가 강제동원 피해의 법적 배상을 원천적으로 부인하면서, 한-일 정부가 일본의 한반도 지배의 성격에 대해 합의에 이르지 못한 점 등에 들었다. 다만 이러한 다수의견에 대해 권순일·조재연 대법관은 “개인 청구권은 한일협정의 적용대상에 포함되며, 한일협정에 따라 피해자들의 권리행사가 제한된다”고 반대의견을 밝혔다. 이기택 대법관은 “손해배상청구권은 한일협정의 적용대상이 아니라는 2012년 5월 대법원 소 환송판결의 기속력에 따라 이번에도 같은 판결을 해야 한다”고 다수의견의 결론에 찬동하는 취지의 별개의견을 밝혔다. 김소영·이동원·노정희 대법관은 “피해자들의 손해배상청구권은 한일협정의 적용대상에는 포함되지만, 이는 대한민국의 외교적 보호권이 포기된 것에 불구하므로 피해자들은 일본기업을 상대로 우리나라에서 개인적으로 손해배상청구권을 행사할 수 있다”는 별개의견을 냈다.

## 곽모씨 등 7명이 제기한 소송

### 개요
이 사건은 곽모씨 등 7명(현재는 모두 사망)이, 지난해 10월 대법원 전원합의체에서 “신일철주금이 피해자들에게 각각 1억원을 배상하라”는 원심판결을 확정한 이춘식씨 할아버지가 제기한 소송과 동일한 취지의 소송이다. 앞서 2012년 대법원에서 원고 승소 취지로 사건을 파기 환송하자, 2013년 다른 피해자들도 가능성을 확인하고 제기한 소송이어서 ‘2차 소송’으로 불린다.
곽씨 등은 당시 사용자인 신일본제철로부터 강제동원돼 강제노동을 당하고 임금 등도 제대로 받지 못했다며 2013년 3월 소송을 냈다.
1·2심이 진행되는 6년 동안 피해자들은 모두 세상을 떠났다.

### 일제강점기 강제징용 피해
곽씨 등 피해자들은 17~20세의 나이로 태평양전쟁이 벌어진 1942∼1945년 신일철주금의 전신인 국책 군수업체 일본제철의 가마이시제철소(이와테현)와 야하타제철소(후쿠오카현) 등에 강제로 동원되었다.

### 1심
2015년 11월 13일, 서울중앙지법 민사42부(부장판사 마용주)는 일본에 강제 징용돼 노역에 시달린 피해자 곽모씨 등 7명이 일본 철강업체 신일철주금을 상대로 낸 손해배상 소송에서 “1인당 1억원씩 배상하라”며 원고 승소 판결했다.
재판부는 “원고들의 강제동원·징용에는 기망과 협박 등 불법성이 있었고, 여기에 구일본제철의 묵인과 관여가 있었다”며 “피고는 원고들을 노역시킨 구일본제철의 후신으로 동일성이 있기 때문에 불법행위를 배상할 책임이 있다”고 밝혔다.

### 2심
2019년 6월 26일, 서울고법 민사13부(김용빈 부장판사)는 곽모씨 등 7명이 일본 신일철주금을 상대로 낸 손해배상 청구 소송 항소심에서 1심과 마찬가지로 “신일철주금이 1인당 1억원을 배상하라”고 판결했다.
2심 선고까지 진행되는 사이, 원고들은 모두 사망했다. 지난 2월, 유일한 생존자인 이상주씨마저 별세했다. 이날 재판부는 선고에 앞서 7명 원고의 이름을 차례로 호명했으나 누구도 답하지 않았다.

### 상고심 대법원
2019년 7월 12일, 일본제철 주식회사(이전 신일철주금)가 일제강점기 강제징용됐던 피해자들에게 1억원씩 배상하라는 2심 판결에 불복해 상고했다.

## 쟁점
- 제1조

1. 일본국은 대한민국에 대하여
(a) 현재에 있어서 1천8십억 일본 원(108,000,000,000원)으로 환산되는 3억 아메리카합중국 불($ 300,000,000)과 동등한 일본 원의 가치를 가지는 일본국의 생산물 및 일본인의 용역을 본 협정의 효력발생일로부터 10년기간에 걸쳐 무상으로 제공한다. 매년의 생산물 및 용역의 제공은 현재에 있어서 1백8억 일본 원(10,800,000,000원)으로 환산되는 3천만 아메리카합중국 불($ 30,000,000)과 동등한 일본 원의 액수를 한도로 하고 매년의 제공이 본 액수에 미달되었을 때에는 그 잔액은 차년 이후의 제공액에 가산된다. 단, 매년의 제공 한도액은 양 체약국 정부의 합의에 의하여 증액될 수 있다.
(b) 현재에 있어서 7백20억 일본 원(72,000,000,000원)으로 환산되는 2억 아메리카합중국 불($ 200,000,000)과 동등한 일본원의 액수에 달하기까지의 장기 저리의 차관으로서, 대한민국 정부가 요청하고 또한 3의 규정에 근거하여 체결될 약정에 의하여 결정되는 사업의 실시에 필요한 일본국의 생산물 및 일본인의 용역을 대한민국이 조달하는데 있어 충당될 차관을 본 협정의 효력 발생 일로부터 10년 기간에 걸쳐 행한다. 본 차관은 일본국의 해외경제협력기금에 의하여 행하여지는 것으로 하고, 일본국 정부는 동 기금이 본 차관을 매년 균등하게 이행할 수 있는데 필요한 자금을 확보할 수 있도록 필요한 조치를 취한다.전기 제공 및 차관은 대한민국의 경제발전에 유익한 것이 아니면 아니된다.
2. 양 체약국 정부는 본조의 규정의 실시에 관한 사항에 대하여 권고를 행할 권한을 가지는 양 정부간의 협의기관으로서 양 정부의 대표자로 구성될 합동위원회를 설치한다.
3. 양 체약국 정부는 본조의 규정의 실시를 위하여 필요한 약정을 체결한다.
- 제2조

1. 양 체약국은 양 체약국 및 그 국민(법인을 포함함)의 재산, 권리 및 이익과 양 체약국 및 그 국민간의 청구권에 관한 문제가 1951년 9월 8일에 샌프런시스코우시에서 서명된 일본국과의 평화조약 제4조 (a)에 규정된 것을 포함하여 완전히 그리고 최종적으로 해결된 것이 된다는 것을 확인한다.
2. 본조의 규정은 다음의 것(본 협정의 서명일까지 각기 체약국이 취한 특별조치의 대상이 된 것을 제외한다)에 영향을 미치는 것이 아니다.
(a) 일방체약국의 국민으로서 1947년 8월 15일부터 본 협정의 서명일까지 사이에타방체약국에 거주한 일이 있는 사람의 재산, 권리 및 이익
(b) 일방체약국 및 그 국민의 재산, 권리 및 이익으로서 1945년 8월 15일 이후에있어서의 통상의 접촉의 과정에 있어 취득되었고 또는 타방체약국의 관할하에들어오게 된 것
3. 2의 규정에 따르는 것을 조건으로 하여 일방체약국 및 그 국민의 재산, 권리 및 이익으로서 본 협정의 서명일에 타방체약국의 관할하에 있는 것에 대한 조치와 일방체약국 및 그 국민의 타방체약국 및 그 국민에 대한 모든 청구권으로서 동일자 이전에 발생한 사유에 기인하는 것에 관하여는 어떠한 주장도 할 수 없는 것으로 한다.
- 제3조

1. 본 협정의 해석 및 실시에 관한 양 체약국간의 분쟁은 우선 외교상의 경로를 통하여 해결한다.
2. 1의 규정에 의하여 해결할 수 없었던 분쟁은 어느 일방체약국의 정부가 타방체약국의 정부로부터 분쟁의 중재를 요청하는 공한을 접수한 날로부터 30일의 기간내에 각 체약국 정부가 임명하는 1인의 중재위원과 이와 같이 선정된 2인의 중재위원이 당해 기간 후의 30일의 기간내에 합의하는 제3의 중재위원 또는 당해 기간내에 이들 2인의 중재위원이 합의하는 제3국의 정부가 지명하는 제3의 중재위원과의 3인의 중재위원으로 구성되는 중재위원회에 결정을 위하여 회부한다. 단, 제3의 중재위원은 양 체약국중의 어느편의 국민이어서는 아니된다.
3. 어느 일방체약국의 정부가 당해 기간내에 중재위원을 임명하지 아니하였을 때, 또는 제3의 중재위원 또는 제3국에 대하여 당해 기간내에 합의하지 못하였을 때에는 중재위원회는 양 체약국 정부가 각각 30일의 기간내에 선정하는 국가의 정부가 지명하는 각 1인의 중재위원과 이들 정부가 협의에 의하여 결정하는 제3국의 정부가 지명하는 제3의 중재위원으로 구성한다.
4. 양 체약국 정부는 본조의 규정에 의거한 중재위원회의 결정에 복한다.
- 제4조

본 협정은 비준되어야 한다. 비준서는 가능한 한 조속히 서울에서 교환한다. 본 협정은 비준서가 교환된 날로부터 효력을 발생한다.— 대한민국과 일본국간의 재산 및 청구권에 관한 문제의 해결과 경제협력에 관한 협정

### 국제재판관할의 존재 여부
한국 법원은 대한민국에 국제재판관할을 인정하였는데, 그 이유로서 ①피고가 과거에 부산에 연락사무소를 두었던 점, ②피고의 일련의 불법행위 중 일부가 대한민국에서 발생한 점, ③증거가 대한민국에 있고, 사안의 내용이 대한민국의 역사 및 정치적 변동상황 등과 밀접한 관계가 있는 점, ④불법행위에 기한 손해배상청구와 미지급임금 지급청구 사이에 객관적 관련성이 있는 점 등을 제시하였다.
국제재판관할을 결정함에 있어서는 당사자 간의 공평, 재판의 적정, 신속 및 경제를 기한다는 기본이념에 따라야 할 것이고, 구체적으로는 소송당사자들의 공평, 편의 그리고 예측가능성과 같은 개인적인 이익뿐만 아니라 재판의 적정, 신속, 효율 및 판결의 실효성 등과 같은 법원 내지 국가의 이익도 함께 고려하여야 할 것이며, 이러한 다양한 이익 중 어떠한 이익을 보호할 필요가 있을지 여부는 개별 사건에서 법정지와 당사자와의 실질적 관련성 및 법정지와 분쟁이 된 사안과의 실질적 관련성을 객관적인 기준으로 삼아 합리적으로 판단하여야 한다(대법원 2005. 1. 27. 선고 2002다59788 판결 등 참조).
원심판결 이유 및 기록에 의하면, 이 사건 불법행위로 인한 손해배상청구는 구 일본제철이 일본국과 함께 원고들을 강제노동에 종사시킬 목적으로 기망이나 강제에 의하여 동원하고, 이와 같이 동원된 원고들을 강제노동에 종사시키는 일련의 행위가 불법행위이고 피고는 구 일본제철의 원고들에 대한 법적 책임을 그대로 부담한다고 주장하는 것인데, 대한민국은 일본국과 함께 일련의 불법행위 중 일부가 행하여진 불법행위지인 점, 피해자인 원고들이 모두 대한민국에 거주하고 있고, 사안의 내용이 대한민국의 역사 및 정치적 변동 상황 등과 밀접한 관계가 있는 점 등을 알 수 있다.
앞서 본 법리에 위와 같은 사정들을 비추어 보면, 대한민국은 이 사건의 당사자 및 분쟁이 된 사안과 실질적 관련성이 있다고 할 것이고, 따라서 대한민국 법원은 이 사건에 대하여 국제재판관할권을 가진다.— 2012년 5월 24일, 대법원 상고심

### 피고적격의 여부
강제징용 당사자인 일본제철과 현 신일철주금(옛 신일본제철)이 법적으로 동일한 법인인지 여부가 쟁점이 되었다. 일본제철은 구(舊) 일본제철과 신(新) 일본제철로 나뉜다. 구일본제철은 1946년 제정된 일본의 회사경리응급조치법과 기업재건정비법 등에 따라 해산했다. 이 회사는 야하타제철, 후지제철, 일철기선 등 4개 회사로 쪼개졌다. 이후 1970년 3월 야하타제철이 일본제철로 이름을 바꿨고, 같은해 5월에는 후지제철을 합병했다. 이 회사를 신일본제철로 불렀고, 나중에 이름이 신일철주금으로 바뀐다.
일본법원은 이를 근거로 신일본제철을 승계한 신일철주금이 구일본제철의 배상책임과는 상관 없는 별도의 기업이라고 봤다. 한국 법원도 1·2심에서는 "구일본제철의 배상책임을 신일철주금이 승계했다고 인정할 근거가 없다"고 했다. 하지만 2012년 대법원은 "구일본제철의 자산과 영업, 인력이 신일본제철에 이전돼 동일한 사업을 계속했으므로 법적으로 동일한 회사로 평가된다"고 판시하였다.
구 일본제철의 해산 및 분할에 따른 법인격의 소멸 여부, 제2회사 및 피고가 구 일본제철의 채무를 승계하는지 여부를 판단하는 기준이 되는 준거법은 법정지인 대한민국에 있어서 외국적 요소가 있는 법률관계에 적용될 준거법의 결정에 관한 규범(이하 ‘저촉규범’이라 한다)에 의하여 결정되어야 하는데, 그 법률관계가 발생한 시점은 구 섭외사법(1962. 1. 15. 법률 제996호로 제정된 것)이 시행된 1962. 1. 15. 이전부터 그 이후까지 걸쳐 있다. 그 중 1962. 1. 15. 이전에 발생한 법률관계에 적용되는 대한민국의 저촉규범은 1912. 3. 28.부터 일왕(日王)의 칙령 제21호에 의하여 우리나라에 의용(依用)되어 오다가 군정 법령 제21호를 거쳐 대한민국 제헌헌법 부칙 제100조에 의하여 “현행법령”으로서 대한민국 법질서에 편입된 일본의 ‘법례(法例)’(1898. 6. 21. 법률 제10호)이다. 위 ‘법례’는 구 일본제철과 제2회사 및 피고의 법적 동일성 여부를 판단할 법인의 속인법에 대하여 명문의 규정을 두고 있지는 않았지만, 법인의 설립준거지법이나 본거지법에 의하여 이를 판단한다고 해석되고 있었고, 구 일본제철과 제2회사 및 피고의 설립준거지와 본거지는 모두 일본이므로, 구 일본제철의 해산 및 분할에 따른 법인격의 소멸 여부, 채무 승계 여부를 판단할 준거법은 일단 일본법이 될 것인데, 여기에 회사경리응급조치법과 기업재건정비법이 포함되는 것은 당연하다. 그러나 한편 위 ‘법례’ 제30조는 “외국법에 의한 경우에 그 규정이 공공의 질서 또는 선량한 풍속에 반하는 때에는 이를 적용하지 아니한다.”고 규정하고 있었으므로, 대한민국의 저촉규범에 따라 준거법으로 지정된 일본법을 적용한 결과가 대한민국의 공서양속에 위반되면 일본법의 적용을 배제하고, 법정지인 대한민국의 법률을 적용하여야 한다. 또한 1962. 1. 15. 이후에 발생한 법률관계에 적용되는 구 섭외사법에 있어서도 이러한 법리는 마찬가지이다.
일본법의 적용을 배제하고 당시의 대한민국 법률을 적용하여 보면, 구 일본제철이 위 1. 마.항에서 본 바와 같이 책임재산이 되는 자산과 영업, 인력을 제2회사에 이전하여 동일한 사업을 계속한 점 등에 비추어 구 일본제철과 피고는 그 실질에 있어서 동일성을 그대로 유지하고 있는 것으로 봄이 상당하여 법적으로는 동일한 회사로 평가하기에 충분하고, 일본국의 법률이 정한 바에 따라 구 일본제철이 해산되고 제2회사가 설립된 뒤 흡수합병의 과정을 거쳐 피고로 변경되는 등의 절차를 거쳤다고 하여 달리 볼 것은 아니다.
따라서 위 원고들은 구 일본제철에 대한 청구권을 피고에 대하여도 행사할 수 있다.
결국 원심의 이 부분 판단은 저촉규범에서의 공서규정에 관한 법리를 오해하여 판결 결과에 영향을 미친 위법을 저지른 것이다. 이 점을 지적하는 위 원고들의 이 부분 상고이유 주장은 이유가 있다.— 2012년 5월 24일, 대법원 상고심

그 후 이 판단은 파기환송심과 대법원 재상고심 전원합의체까지 유지되었다.
환송 후 원심은 그 판시와 같은 이유를 들어, 원고들을 노역에 종사하게 한 구 일본제철이 일본국 법률이 정한 바에 따라 해산되고 그 판시의 ‘제2회사’가 설립된 뒤 흡수합병의 과정을 거쳐 피고로 변경되는 등의 절차를 거쳤다고 하더라도, 원고들은 구 일본제철에 대한 이 사건 청구권을 피고에 대하여도 행사할 수 있다고 판단하였다.

이러한 환송 후 원심의 판단 역시 환송판결의 취지에 따른 것으로서, 거기에 상고이유 주장과 같이 외국법 적용에 있어 공서양속 위반 여부에 관한 법리를 오해하는 등의 위법이 없다.— 2018년 10월 30일, 대법원 전원합의체 선고 중

### 개인청구권의 소멸 여부
한일청구권협정 제 2 조 3.
...모든 청구권으로서 동일자 이전에 발생한 사유에 기인하는 것에 관하여는 어떠한 주장도 할 수 없는 것으로 한다.

위 협정은 분명히 청구권에 관하여 "어떠한 주장도 할 수 없는 것으로 한다." 고 적시하고 있다. 이것은 청구권이 "소멸"했다는 것과 별 다를게 없는 것으로 읽히지만 아주 약간의 차이가 있다.
평상시, 일제 강제징용 피해자가 손해배상을 요구하고, 일본과 전범기업이 이것을 무시하는 상황에서는 청구권이 "소멸"하는 것과 "주장 할 수 없는 것"은 차이가 없지만, 일본이나 전범기업이 손해배상을 해줬다가 갑자기 마음이 바뀌어서 돌려달라고 하는 상황을 가정했을 때, 청구권이 "소멸"했다면 돈받았던 강제징용 피해자는 고스란히 지불받았던 금액을 다시 지불해야한다. "청구권"의 반대말은 "부당이득"이기 때문이다. 반면, 단순히 청구권을 "주장하지 못하는 경우"에는 돌려주지 않아도 된다.
대법원은 국가와 국민 개인이 별개의 법적 주체인 점을 들어 조약 체결로 국민의 개인적인 손해배상 청구권까지 소멸한 것은 아니라고 판단했다. 대법원은 “청구권협정은 일본의 식민지배 배상을 청구하기 위한 협상이 아니라 양국 간 재정적 관계 등을 정치적 합의에 의해 해결하기 위한 것이었다”며 “청구권협정에는 개인 청구권의 소멸에 관해 한·일 양국 정부 의사의 합치가 있었다고 볼 충분한 근거가 없다”고 밝혔다.
(1) 원심은 앞서의 판단에 부가하여 위 원고들이 국내법상 불법행위에 기한 손해배상청구권은 시효의 완성으로 모두 소멸하였다는 취지로 판시하였고, 이에 대하여 위 원고들은 원심이 소멸시효에 관한 법리를 오해하였다는 취지의 상고이유를 내세우고 있다. 이러한 상고이유를 판단함에 있어서는 그 선결문제로서 청구권협정에 의하여 위 원고들의 청구권이 소멸하였는지 여부에 대한 판단이 먼저 이루어져야 한다.
(2) 청구권협정은 일본의 식민지배 배상을 청구하기 위한 협상이 아니라 샌프란시스코 조약 제4조에 근거하여 한일 양국 간의 재정적·민사적 채권·채무관계를 정치적 합의에 의하여 해결하기 위한 것으로서, 청구권협정 제1조에 의해 일본 정부가 대한민국 정부에 지급한 경제협력자금은 제2조에 의한 권리문제의 해결과 법적 대가관계가 있다고 보이지 않는 점, 청구권협정의 협상과정에서 일본 정부는 식민지배의 불법성을 인정하지 않은 채, 강제동원피해의 법적 배상을 원천적으로 부인하였고, 이에 따라 한일 양국의 정부는 일제의 한반도 지배의 성격에 관하여 합의에 이르지 못하였는데, 이러한 상황에서 일본의 국가권력이 관여한 반인도적 불법행위나 식민지배와 직결된 불법행위로 인한 손해배상청구권이 청구권협정의 적용대상에 포함되었다고 보기는 어려운 점 등에 비추어 보면, 위 원고들의 손해배상청구권에 대하여는 청구권협정으로 개인청구권이 소멸하지 아니하였음은 물론이고, 대한민국의 외교적 보호권도 포기되지 아니하였다고 봄이 상당하다.
나아가 국가가 조약을 체결하여 외교적 보호권을 포기함에 그치지 않고 국가와는 별개의 법인격을 가진 국민 개인의 동의 없이 국민의 개인청구권을 직접적으로 소멸시킬 수 있다고 보는 것은 근대법의 원리와 상충되는 점, 국가가 조약을 통하여 국민의 개인청구권을 소멸시키는 것이 국제법상 허용될 수 있다고 하더라도 국가와 국민 개인이 별개의 법적 주체임을 고려하면 조약에 명확한 근거가 없는 한 조약 체결로 국가의 외교적 보호권 이외에 국민의 개인청구권까지 소멸하였다고 볼 수는 없을 것인데, 청구권협정에는 개인청구권의 소멸에 관하여 한일 양국 정부의 의사의 합치가 있었다고 볼 만큼 충분한 근거가 없는 점, 일본이 청구권협정 직후 일본국 내에서 대한민국 국민의 일본국 및 그 국민에 대한 권리를 소멸시키는 내용의 재산권조치법을 제정·시행한 조치는 청구권협정만으로 대한민국 국민 개인의 청구권이 소멸하지 않음을 전제로 할 때 비로소 이해될 수 있는 점 등을 고려해 보면, 위 원고들의 청구권이 청구권협정의 적용대상에 포함된다고 하더라도 그 개인청구권 자체는 청구권협정만으로 당연히 소멸한다고 볼 수는 없고, 다만 청구권협정으로 그 청구권에 관한 대한민국의 외교적 보호권이 포기됨으로써 일본의 국내 조치로 해당 청구권이 일본국 내에서 소멸하여도 대한민국이 이를 외교적으로 보호할 수단을 상실하게 될 뿐이다.
(3) 따라서 위 원고들의 피고에 대한 불법행위로 인한 손해배상청구권은 청구권협정으로 소멸하지 아니하였으므로, 위 원고들은 피고에 대하여 이러한 청구권을 행사할 수 있다.— 2012년 5월 24일, 대법원 상고심

재상고심인 대법원 전원합의체에서도 30일 일제 강제징용 피해자 4명이 일본 신일본제철을 상대로 낸 손해배상청구 소송 재상고심에서 1965년 청구권협정으로 피해자들의 배상 청구권이 소멸되지 않는다고 판결했다.
(1) 청구권협정에는 개인청구권 소멸에 관하여 한일 양국 정부의 의사합치가 있었다고 볼 만큼 충분하고 명확한 근거가 없다.
과거 주권국가가 외국과 교섭을 하여 자국국민의 재산이나 이익에 관한 사항을 일괄적으로 해결하는 이른바 일괄처리협정(lump sum agreements)이 국제분쟁의 해결·예방을 위한 방식의 하나로 채택되어 왔던 것으로 보이기는 한다. 그런데 이러한 협정을 통해 국가가 ‘외교적 보호권(diplomatic protection)’, 즉 ‘자국민이 외국에서 위법·부당한 취급을 받은 경우 그의 국적국이 외교절차 등을 통하여 외국 정부를 상대로 자국민에 대한 적당한 보호 또는 구제를 요구할 수 있는 국제법상의 권리’를 포기하는 것에서 더 나아가, 개인의 청구권까지도 완전히 소멸시킬 수 있다고 보려면, 적어도 해당 조약에 이에 관한 명확한 근거가 필요하다고 보아야 한다. 국가와 개인이 별개의 법적 주체라는 근대법의 원리는 국제법상으로도 받아들여지고 있는데, 권리의 ‘포기’를 인정하려면 그 권리자의 의사를 엄격히 해석하여야 한다는 법률행위 해석의 일반원칙에 의할 때, 개인의 권리를 국가가 나서서 대신 포기하려는 경우에는 이를 더욱 엄격하게 보아야 하기 때문이다.
그런데 청구권협정은 그 문언상 개인청구권 자체의 포기나 소멸에 관하여는 아무런 규정도 두고 있지 않다. 이 점에서 연합국과 일본 사이에 1951. 9. 8. 체결된 샌프란시스코 조약 제14조(b)에서 “연합국은 모든 보상청구, 연합국과 그 국민의 배상청구 및 군의 점령비용에 관한 청구를 모두 포기한다.”라고 정하여 명시적으로 청구권의 포기(waive)라는 표현을 사용한 것과 구별된다. 물론 청구권에 관한 문제가 ‘완전히 그리고 최종적으로 해결된 것이 된다’는 표현이 사용되기는 하였으나, 위와 같은 엄격해석의 필요성에 비추어 이를 개인청구권의 ‘포기’나 ‘소멸’과 같은 의미로 보기는 어렵다.
앞서 든 증거들에 의하면, 청구권협정 체결을 위한 협상 과정에서 일본은 청구권협정에 따라 제공될 자금과 청구권 간의 법률적 대가관계를 일관되게 부인하였고, 청구권협정을 통해 개인청구권이 소멸되는 것이 아니라 국가의 외교적 보호권만이 소멸된다는 입장을 견지하였다. 이에 대한민국과 일본 양국은 청구권협정 체결 당시 향후 제공될 자금의 성격에 대하여 합의에 이르지 못한 채 청구권협정을 체결한 것으로 보인다. 따라서 청구권협정에서 사용된 ‘해결된 것이 된다’거나 주체 등을 분명히 하지 아니한 채 ‘어떠한 주장도 할 수 없는 것으로 한다’는 등의 문언은 의도적으로 사용된 것으로 보아야 하고, 이를 개인청구권의 포기나 소멸, 권리행사제한이 포함된 것으로 쉽게 판단하여서는 아니 된다.— 2018년 10월 30일, 대법원 전원합의체 선고 중

청구권이 소멸한다고 한다면, 국가간 조약을 통해서 국민의 개인청구권을 소멸시켰다는 의미가 된기 때문에, 그로 인한 국민이 받은 피해에 대해서 국가가 보상해야하는 책임이 발생한다. 즉 한국인 징용 피해자들에게 일본을 대신해서 한국 정부가 보상금을 줘야한다.
이에 대해 일본은 처음부터 청구권이 소멸하는 것이 아닌 "어떠한 주장도 할 수 없다"는 것으로 일관된 주장해 왔다. 일본 최고재판소(대법원) 역시 2007년 4월 중국인 강제징용 피해자의 소송을 기각하면서도 '개인 청구권 자체는 소멸하지 않았다'고 판시하였다.

### 한일간의 합의 내용 및 그에 관한 해석과 그것이 모호한지에 관한 문제
한일청구권협정의 여부의 모호함으로 해석이 갈리게 되어 인하여 재판에서 쟁점이 되었다. 오랜 세월에 걸쳐 만들어진 법을 해석하는 원칙은, 일단 쓰여진대로 글자 그대로 해석하고, 만약에 모호하면 쓰여진 당시 상황을 봐서 그걸 쓴 사람들이 무슨 생각으로 썼는지 알아봐서 해석한다는 것이다.
이러한 원칙은 국가간의 조약을 해석할 때도 그대로 적용된다. 국가간의 조약이 맺어지면 국회에서 비준을 하게 되고, 비준하게 되면 조약은 그 나라의 법이 된다. 한일기본조약도 한국-일본 간의 국제적안 조약이지만 동시에 한국과 일본의 법이기도 하기 때문에 대한민국 법원이 위 조약을 법적으로 해석을 하게 된다.
조약의 해석과 관련하여 대한민국은 1969년 체결된 ‘조약법에 관한 비엔나협약(Vienna Convention on the Law of Treaties)’을 1980. 1. 27. 발효했기 때문에 이 시점부터는 엄연한 법으로 따라야만 한다.
조약법에 관한 비엔나협약 제3절 조약의 해석
제31조 (해석의 일반규칙)
① 조약은 조약문의 문맥 및 조약의 대상과 목적으로 보아, 그 조약의 문면에 부여되는 통상적 의미에 따라 성실하게 해석되어야 한다.
...
제32조 (해석의 보충적 수단)
제31조의 적용으로부터 나오는 의미를 확인하기 위하여, 또는 제31조에 따라 해석하면 다음과 같이 되는 경우에 그 의미를 결정하기 위하여, 조약의 교섭 기록 및 그 체결시의 사정을 포함한 해석의 보충적 수단에 의존할 수 있다.
(a) 의미가 모호해지거나 또는 애매하게 되는 경우, 또는
(b) 명백히 불투명하거나 또는 불합리한 결과를 초래하는 경우

비엔나협약의 일반해석원칙에 따르면 조약을 해석할 때는 문제가 되는 조약 자체뿐만아니라 그 문제가 되는 조약에서 언급된 문서를 같이 놓고 해석해야한다. 때문에 한국법원은 "한일기본조약"과 거기서 언급된 일본이 미국과 전쟁 직후 맺은 "샌프란시스코 강화조약"을 같이 놓고 해석했다.
한일청구권협정 제 2 조
1. 양 체약국은 ... 청구권에 관한 문제가 1951년 9월 8일에 샌프런시스코우시에서 서명된 일본국과의 평화조약 제4조 (a)에 규정된 것을 포함하여 완전히 그리고 최종적으로 해결된 것이 된다는 것을 확인한다.
...

샌프란시스코 강화조약 제4조
(a) 이 조항의 (b)의 규정에 따라, 일본의 부동산 및 제2항에 언급된 지역의 일본 국민들의 자산 처분 문제와, 현재 그 지역들을 통치하고 있는 당국자들과 그곳의 (법인을 비롯한) 주민들에 대한 (채무를 비롯한) 그들의 청구권들, 그리고 그러한 당국자들과 주민들의 부동산의 처분과 일본과 그 국민들에 대한 그러한 당국자들과 주민들의 채무를 비롯한 청구권들의 처분은 일본과 그 당국자들 간에 특별한 협의의 대상이 된다. 그리고, 일본에 있는, 그 당국이나 거류민의 재산의 처분과, 일본과 일본국민을 상대로 하는 그 당국과 거류민의 청구권(부채를 포함한)의 처분은 일본과 그 당국간의 별도 협정의 주제가 될 것이다.

판결에서 승패가 사실상 갈린 가장 중요한 쟁점이다. 온갖 사실관계를 따져야 하고, 모호한 영역이 갈수록 늘어나기 때문에 결국은 일본측에 불리해진다. 한국측은 어디까지나 자신의 청구권 주장을 방어하는 입장이기 때문에 일본측 논리가 모호한 점이 있다는 것만 드러내도 충분하기 때문이다.
비엔나 협약에 따라서 해석함에도 불구하고 한국법원은 한일청구권협정이 모호하다고 봤다. 모호성 문제가 된 부분은 두 곳이다.
한일청구권협정 제 2 조
1. 양 체약국은 ... 청구권에 관한 문제가 1951년 9월 8일에 샌프런시스코우시에서 서명된 일본국과의 평화조약 제4조 (a)에 규정된 것을 포함하여 완전히 그리고 최종적으로 해결된 것이 된다는 것을 확인한다.

3. ...일방체약국 및 그 국민의 타방체약국 및 그 국민에 대한 모든 청구권으로서 동일자 이전에 발생한 사유에 기인하는 것에 관하여는 어떠한 주장도 할 수 없는 것으로 한다.

법적으로는 매우 심각한 문제는, "법적용어"를 전혀 사용하지 않았다는 것이다. 법적용어를 사용하지 않은 것이 심각한 문제가 되는 이유는 객관적 해석이 안되기 때문이다.
손해배상 청구권은 청구권의 일종이기 때문에 피고측은 "당연히"(법률용어다) 포함된다고 주장했다. 반면에 한국 피해자측 변호인은 "당연히" 포함된다고는 볼 수 없다고 주장했다.
법적인 관점에서는 위 조약의 "모든 청구권"에 "불법행위에 기한 손해배상청구권"이 포함되는지가 모호하다. 민사소송에서 청구권은 법학에서 가장 기본적인 개념으로, 안 들어가는 데가 없다. 보통 청구권이라고 하면 돈 달라고 하거나 재산 돌려달라고 하거나 그 정도밖에 안 떠오르겠지만, 법에서 청구권이란 남에게 요구할 수 있는 모든 것을 일컫는다.
한일청구권협정을 문언 그대로 해석하면 위에 예로 든 청구권도 행사할 수 없다는 의미가 된다. 문제는 법적으로는 그 성질상 포기하는 게 불가능한 청구권도 여럿 존재한다는 것이다.

이에 대하여 피고측은, 
법적으로 그 성질상 포기하는 것이 불가능한 청구권이 있다 하더라도 이번 재판에서 문제가 되는 손해배상청구권은 성질상 포기할 수 없는 청구권으로 보기 어려우며, 논란이 되는 조항의 뒷부분에서도 나오듯이 동일자 이전에 발생한 사유에 기인하는 것으로 한정시키고 있다. 이는 1965년 12월 28일 이전의 청구권에만 해당하는 사안이며 손해배상청구권의 원인이 되는 사유는 명백히 1965년 이전에 일어난 일이므로 조약 문언 그대로 해석하면 아무런 문제가 되지 않는다. 원고측 주장대로 성질상 포기가 불가능한 청구권이 있음은 인정하나 그러한 사안들은 1965년 이전의 논란의 여지가 있는 청구권에 대한 소송이 제기되었을 때 법원에서 개별적으로 보충적 해석을 통하여 합리적으로 해석해야 할 사안이지, 현재 논란이 되는 손해배상청구권은 명백히 그 성질상 포기가 가능한 청구권이므로 문제가 되지 않는다.

고 반론하였다.
한편, 문제가 된 부분은 청구권이 "완전히 그리고 최종적으로 해결"이란 문구인데, 법률적으로는 아무런 의미가 없는 표현이다. 청구권이 단순 소멸한다는 뜻인지, 채무를 국가가 대신 인수라도 하겠다는 것인지, 앞으로 법적으로 소송을 걸지 않겠다는 합의문인지 명확하지 않다.
예를 들자면,
샌프란시스코 조약 제14조(b)
...연합국은 모든 보상청구, 연합국과 그 국민의 배상청구 및 군의 점령비용에 관한 청구를 모두 포기한다.

위와 같이 2차 세계대전에서 패배한 일본과 연합국 간의 조약에서는 매우 구체적으로 3개의 청구권을 지정해서 "포기"한다는 법적표현을 명확히 해주고 있다.
평화 조약 제77조
4. 독일 및 점령국들의 이탈리아 및 이탈리아 국민의 이익을 위한 이들 및 기타의 어떤 규정을 해칠 것 없이 이탈리아는 1945.5.8 현재의 독일 및 독일 국민에 대한 일체의 미해결 청구권을 자국을 위해 및 이탈리아 국민을 위해 포기한다. ... 이 포기는 전쟁 중에 체결된 협정에 관한 금전 채권, 정부 간의 일체의 청구권 및 전쟁 중에 생긴 손실 또는 손해에 대한 일체의 청구권을 포함하는 것으로 인정된다.

독일 이탈리아의 전후 조약에서도 "포기", "금전채권", "전쟁 중에 생긴 손실 또는 손해에 대한 일체의 청구권" 과 같은 정확한 법률 용어를 사용하고 있다.
한국 대법원은 구체적으로 설시하고 있지 않지만, 조약 자체만으로는 해석하기에는 모호하다며 13명중 11명이 보충적 해석 방법으로 넘어갔다.
이와 같은 모호성에 대해 피고측 변호인은 조약 문구가 다소 법적인 측면에서 모호한 부분이 있다 하더라도 당사자들이 법률에 대한 전문가가 아니라 행정 관료들이었다는 점을 고려하면 모호하지 않다고 주장했다. 따라서 보상과 배상을 구분하지 않은 것도 이러한 맥락에서 이해할 수 있다고 주장했는데, 원고측이 불법배상책임이 포함 안되는 근거로 내민 것 중에 "배상"이란 문구가 조약에 없다는 점을 지적한 게 있었기 때문이다.
법에서 배상은 불법행위를 전제로 한 지급을 말하고, 보상은 합법행위를 전제로 한다. 이 구분은 법에서 매우 확고하다. 따라서 만약에 조약에 배상이란 단어가 나왔다면 한국은 불법행위가 포함되지 않았다는 주장을 할 수가 없는데, 조약에는 "보상"만 등장한다. 이 부분을 놓고 일본측 변호인의 주장은 조약을 작성한 당사자들이 법을 잘 모른 게 분명하니까 법률가가 아닌 일반인 관점에서 조약을 읽어야 한다는 것이다.
이 주장은 받아들여지지 않았는데, 피고측 변호인의 주장은 보통 민사에서 양측이 일반인일 때 가능하다. 정부는 당연히 법률 전문가라고 기대가 되고, 법과 무관하지 않은 외무성 관료가 조잡한 조약을 작성했다는 주장은 법에서 말하는 객관성이 없다고 할 수 있다.

#### 모호하지 않다는 대법원 소수의견
한국 대법관 13명 중 2명은 나머지 11명과는 달리 일본 측 주장대로 한일청구권협정의 내용이 모호하지 않아 문언적 해석으로 충분하다고 보았다. 조약의 당사자들이 비법률가였으므로, 보상과 배상 개념의 구분도 못했으리라는 것이다.
문언적 해석을 따를 경우 피고 주장대로 불법행위 손해배상 청구권은 한일청구권협정에 의해서 주장하지 못하기 때문에 한국축 청구는 법적으로 당연히 이유가 없게 된다.
그러나 이러한 소수의견에는 문제가 있는데, 조약 당사자가 비법률가들이었다는 보충적해석을 해야 가능한 의견이기 때문이다. 소수의견은 문언적해석이 불가능해서 보충적해석을 했다가, 다시 문언적해석으로 돌아간 다음 결론 낸다는 것이다.
"일본 정부가 청구권협정의 협상과정에서 식민지배의 불법성을 인정하지 않고 있던 상황에서 대한민국 정부가 청구권협정을 체결한 것이 과연 옳았는지 등을 포함하여 청구권협정의 역사적 평가에 관하여 아직도 논란이 있는 것은 사실이다.
그러나 청구권협정이 헌법이나 국제법에 위반하여 무효라고 볼 것이 아니라면 그 내용이 좋든 싫든 그 문언과 내용에 따라 지켜야 하는 것이다.
청구권협정으로 개인청구권을 더 이상 행사할 수 없게 됨으로써 피해를 입은 국민에게 지금이라도 국가는 정당한 보상을 하여야 한다. 대한민국이 이러한 피해국민에 대하여 지는 책임은 법적 책임이지 이를 단순히 인도적, 시혜적 조치로 볼 수는 없다.
...
이상과 같은 이유로 다수의견에 반대한다."

#### 보충적 해석
한일기본조약의 그 내용이 모호하면 단순히 글자 그대로 읽어서 해석할 수가 없다. 때문에 체결까지의 과정, 상황 등 사정 종합하여 당사자들이 무슨 의사를 가지고 그러한 조약을 체결했는지 알아보는 보충적 해석의 단계로 넘어간다.
한국 강제징용 피해자들의 주장은 한일기본조약의 합의 내용에 '불법행위에 기한 손해배상 청구권'이 포함이 되지 않아서 온전히 남아있다는 것이다. 그 근거는 이에 관한 명시적, 묵시적 합의 그 어느것도 존재하지 않는다는 것이다.
크게 두 갈래로 나뉜다.
1. 한일기본조약이 바탕으로 삼은 샌프란시스코 강화조약에서 불법행위에 대한 언급이 부존재한다.
2. 한일기본조약 이전까지의 협상과정에서 한국과 일본은 일제의 한반도 지배의 성격에 대해 합치를 본 적이 없다.
한국 측은 한일청구권협정을 '한일청구권협정은 기본적으로 일본의 식민지배 배상을 청구하기 위한 것이 아니었고, 샌프란시스코 조약 제4조에 근거하여 한일양국간 재정적, 민사적 채권, 채무관계를 해결하기 위한 것이었다'고 주장하고 있다.
한일청구권협정 제 2조
1. 양 체약국은 양 체약국 및 그 국민(법인을 포함함)의 재산, 권리 및 이익과 양 체약국 및 그 국민간의 청구권에 관한 문제가 1951년 9월 8일에 샌프런시스코우시에서 서명된 일본국과의 평화조약 제4조 (a)에 규정된 것을 포함하여 완전히 그리고 최종적으로 해결된 것이 된다는 것을 확인한다.

샌프란시스코 조약 제 4조
(a) 이 조항의 (b)의 규정에 따라, 제 2조에 열거된 지역의 일본국 및 일본 국민의 재산의 처분과, 현재 그 지역을 통치하는 당국 및 그 주민(법인을 포함)에 대한 일본국 및 일본 국민의 청구권(채무를 포함)과, 일본국에서의 이들 당국 및 그 주민의 재산, 일본과 일본 국민에 대한 당국과 그 주민의 청구권(채무를 포함)의 처분은, 일본국과 이들 당국 간 특별협정의 주제로 한다.
((a) Subject to the provisions of paragraph (b) of this Article, the disposition of property of Japan and of its nationals in the areas referred to in Article 2, and their claims, including debts, against the authorities presently administering such areas and the residents (including juridical persons) thereof, and the disposition in Japan of property of such authorities and residents, and of claims, including debts, of such authorities and residents against Japan and its nationals, shall be the subject of special arrangements between Japan and such authorities.)

위와 같은 주장은 문제가 있는데, 한가지는 한일청구권협정은 샌프란시스코 조약의 범위에 제한되는 조약이 아니라 샌프란시스코 조약의 범위를 포함하는 조약이다. 한일청구권협정은 '샌프런시스코우시에서 서명된 일본국과의 평화조약 제4조 (a)에 규정된 것을 포함'한다는 문구가 있다. 그러니 샌프란시스코 조약에 뭐라 나와있든 한일청구권협정이 샌프란시스코 조약의 제약을 받을 일은 없다.
또한 샌프란시스코 조약 제4조는 재정적 채권, 채무 관계만을 다루는 게 아니다. 위에 4조를 읽어보면 알겠지만 샌프란시스코 조약은 당국과 주민의 청구권, 즉 한국과 한국인의 청구권에 대해서 얘기하고 있다. 재정적 채권이나 채무는 그 청구권에 포함되는 '일부'일 뿐이다. 결국 일본 측의 주장대로 샌프란시스코 조약 4조만 따져봐도 개인의 청구권은 포함된다.
한편 대한민국 대법원은 '샌프란시스코 조약 4조(a)의 범위를 포함하여 완전히 그리고 최종적으로 해결된 것이 된다'는 문언에서 불법행위에 대한 위자료 청구권은 포함되지 않는다고 해석했다.
대법원은 앞서 본 청구권협정의 체결 경과와 그 전후 사정, 특히 아래와 같은 사정들에 의하면, 청구권협정은 일본의 불법적 식민지배에 대한 배상을 청구하기 위한 협상이 아니라 기본적으로 샌프란시스코 조약 제4조에 근거하여 한일 양국 간의 재정적·민사적 채권·채무관계를 정치적 합의에 의하여 해결하기 위한 것이었다고 보았다.
⑴ 앞서 본 것처럼, 전후 배상문제를 해결하기 위하여 1951. 9. 8. 미국 등 연합국 48개국과 일본 사이에 체결된 샌프란시스코 조약 제4조(a)는 ‘일본의 통치로부터 이탈된 지역(대한민국도 이에 해당)의 시정 당국 및 그 국민과 일본 및 일본 국민 간의 재산상 채권·채무관계는 이러한 당국과 일본 간의 특별약정으로써 처리한다’고 규정하였다.
⑵ 샌프란시스코 조약이 체결된 이후 곧이어 제1차 한일회담(1952. 2. 15.부터 같은 해 4. 25.까지)이 열렸는데, 그때 한국 측이 제시한 8개 항목도 기본적으로 한·일 양국 간의 재정적·민사적 채무관계에 관한 것이었다. 위 8개 항목 중 제5항에 ‘피징용한국인의 미수금, 보상금 및 기타 청구권의 변제청구’라는 문구가 있지만, 8개 항목의 다른 부분 어디에도 일본 식민지배의 불법성을 전제로 하는 내용은 없으므로, 위 제5항 부분도 일본 측의 불법행위를 전제로 하는 것은 아니었다고 보인다. 따라서 위 ‘피징용한국인의 미수금, 보상금 및 기타 청구권의 변제청구’에 강제동원 위자료청구권까지 포함된다고 보기는 어렵다.
⑶ 1965. 3. 20. 대한민국 정부가 발간한 ‘한일회담백서’(을 제18호증)에 의하면, 샌프란시스코 조약 제4조가 한·일 간 청구권 문제의 기초가 되었다고 명시하고 있고, 나아가 “위 제4조의 대일청구권은 승전국의 배상청구권과 구별된다. 한국은 샌프란시스코 조약의 조인당사국이 아니어서 제14조 규정에 의한 승전국이 향유하는 ‘손해 및 고통’에 대한 배상청구권을 인정받지 못하였다. 이러한 한·일 간 청구권 문제에는 배상청구를 포함시킬 수 없다.”는 설명까지 하고 있다.
⑷ 이후 실제로 체결된 청구권협정문이나 그 부속서 어디에도 일본 식민지배의 불법성을 언급하는 내용은 전혀 없다. 청구권협정 제2조 1.에서는 ‘청구권에 관한 문제가 샌프란시스코 조약 제4조(a)에 규정된 것을 포함하여 완전히 그리고 최종적으로 해결된 것’이라고 하여, 위 제4조(a)에 규정된 것 이외의 청구권도 청구권협정의 적용대상이 될 수 있다고 해석될 여지가 있기는 하다. 그러나 위와 같이 일본 식민지배의 불법성이 전혀 언급되어 있지 않은 이상, 위 제4조(a)의 범주를 벗어나는 청구권, 즉 식민지배의 불법성과 직결되는 청구권까지도 위 대상에 포함된다고 보기는 어렵다. 청구권협정에 대한 합의의사록(Ⅰ) 2.(g)에서도 ‘완전히 그리고 최종적으로 해결되는 것’에 위 8개 항목의 범위에 속하는 청구가 포함되어 있다고 규정하였을 뿐이다.
⑸ 2005년 민관공동위원회도 ‘청구권협정은 기본적으로 일본의 식민지배 배상을 청구하기 위한 것이 아니라 샌프란시스코 조약 제4조에 근거하여 한일 양국 간 재정적·민사적 채권·채무관계를 해결하기 위한 것이다’라고 공식의견을 밝혔다.
샌프란시스코 조약 제14조에는 '일본은 전쟁 중에 발생한 손해 및 고통에 대하여 연합국에 배상을 지불하여야 함을 승인한다.'고 되어있는 반면, 한국은 승전국의 지위를 인정받지 못했으므로 손해 및 고통에 대한 배상청구권도 인정받지 못했다. 한일회담 당시 한국 정부가 발간한 한일회담백서에도 한국은 승전국이 향유하는 손해 및 고통에 대한 배상청구권을 인정받지 못했고, 샌프란시스코 조약 제 4조가 한일간 청구권 문제의 기초이며, 제 4조에 의한 대일청구권에 배상청구권이 포함되지 않는다고 명시하였다.
한일기본조약 체결 당일 청구권 협정 합의의사록(Ⅰ)에서는 구체적으로 청구권의 범주를 한일회담시 한국의 대일청구요강 8개 항목에 속하는 것으로 하기로 하였음을 확인할 수 있다.
한일회담 당시 한국의 대일청구요강 8개 항목은 다음과 같다.
⑴ 1909년부터 1945년까지 사이에 일본이 조선은행을 통하여 대한민국으로부터 반출하여 간 지금(地金) 및 지은(地銀)의 반환청구
⑵ 1945. 8. 9. 현재 및 그 이후 일본의 대(對) 조선총독부 채무의 변제청구
⑶ 1945. 8. 9. 이후 대한민국으로부터 이체 또는 송금된 금원의 반환청구
⑷ 1945. 8. 9. 현재 대한민국에 본점, 본사 또는 주사무소가 있는 법인의 재일(在日) 재산의 반환청구
⑸ 대한민국 법인 또는 대한민국 자연인의 일본은행권, 피징용한국인의 미수금, 보상금 및 기타 청구권의 변제청구
⑹ 한국인의 일본국 또는 일본인에 대한 청구로서 위 ① 내지 ⑤에 포함되지 않은 것은 한일회담 성립 후 개별적으로 행사할 수 있음을 인정할 것
⑺ 전기(前記) 여러 재산 또는 청구권에서 발생한 여러 과실(果實)의 반환청구
⑻ 전기(前記) 반환 및 결제는 협정성립 후 즉시 개시하여 늦어도 6개월 이내에 완료할 것
모든 항목은 민사적, 재정적 청구권을 다루고 있으며, 다만 5항에 '피징용 한국인의 기타 청구권'에 강제동원 등 불법행위에 대한 위자료 청구권이 포함될 여지는 있어 보인다.
그러나 대법원은 여기에 불법행위는 포함되지 않는다고 판단했다. 8개 항목 모두 재산상 관계를 다루고 있고, 어디에도 불법성을 전제로 하는 내용이 없으므로 언급되지 않은 기타 청구권에는 불법행위에 관한 청구권이 포함되지 않는다고 해석하였다.
위 8개 항목에 명시적으로 열거된 것은 모두 재산에 관한 것이다. 따라서 위 제5항에서 열거된 것도 가령 징용에 따른 노동의 대가로 지급되는 임금 등 재산상 청구권에 한정된 것이고 불법적인 강제징용에 따른 위자료청구권까지 포함된 것으로 볼 수는 없다. 더욱이 여기에서 말하는 ‘징용’이 국민징용령에 따른 징용만을 의미하는지 아니면 원고들과 같이 모집방식 또는 관 알선방식으로 이루어진 강제동원까지 포함되는지 명확한 것도 아니다. 또한 제5항은 ‘보상금’이라는 용어를 사용하고 있는데, 이는 징용이 적법하다는 전제에서 사용한 용어로서 불법성을 전제로 한 위자료가 포함될 수 없음은 명백하다. 당시 대한민국과 일본의 법제는 ‘보상’은 적법한 행위로 인한 손실을 전보하는 것이고 ‘배상’은 불법행위로 인한 손해를 전보하는 것으로 명확하게 구별하여 사용하고 있었다. 청구권협정 직전에 대한민국 정부가 발간한 ‘한일회담백서’에서도 ‘배상청구는 청구권 문제에 포함되지 않는다.’고 설명하였다. ‘기타’라는 용어도 앞에 열거한 것과 유사한 부수적인 것이라고 보아야 하므로, 강제동원 위자료청구권을 포함한다고 보는 것은 지나친 해석이다.
청구권협정에 대한 합의의사록(Ⅰ)에서는 청구권협정에서 완전히 그리고 최종적으로 ‘해결되는 것으로 되는’ 청구권에 8개 항목의 범위에 속하는 모든 청구가 포함된다고 정하고 있지만, 위와 같이 위 제5항의 ‘피징용한국인의 미수금, 보상금 및 기타 청구권의 변제청구’가 일본 식민지배의 불법성을 전제로 한 것으로 볼 수 없으므로, 강제동원 위자료청구권이 여기에 포함된다고 볼 수 없다.
결국, 청구권협정, 청구권협정에 대한 합의의사록(Ⅰ)의 문맥, 청구권협정의 목적 등에 비추어 청구권협정의 문언에 나타난 통상적인 의미에 따라 해석할 경우 청구권협정에서 말하는 ‘청구권’에 강제동원 위자료청구권까지 포함된다고 보기는 어렵다.— 2018년 10월 30일, 대법원 전원합의체 선고 중, 대법관 김재형, 대법관 김선수의 다수의견에 대한 보충의견

한일기본조약 2조에서는 '샌프란시스코 조약 4조(a)에 규정된 것을 '포함하여' 해결된 것으로 한다고 적혀있으나, 대법원은 이 또한 불법행위에 관한 청구권은 포함되지 않는 것으로 보았다. 청구권 협정문이나 기타 부속 서류 어디에도 일제의 불법행위에 관해서는 전혀 언급되지 않은 점을 볼 때 특별히 제 4조(a)의 범주를 벗어나는 청구권을 인정할 이유가 없다는 것이다.
대한민국 정부는 원고들이 이 사건 소송을 제기하기 직전 청구권협정과 관련한 일부 문서를 공개한 후, 이 사건 소송이 제기된 후인 2005. 8. 26. ‘한일회담 문서공개 후속대책 관련 민관공동위원회’(이하 ‘민관공동위원회’라고 한다)를 개최하고, “청구권협정은 일본의 식민지배 배상을 청구하기 위한 협상이 아니라 샌프란시스코 조약 제4조에 근거하여 한일 양국 간의 재정적·민사적 채권·채무관계를 해결하기 위한 것이었으며, 일본군 위안부 문제 등 일본정부와 군대 등 일본 국가권력이 관여한 반인도적 불법행위에 대해서는 청구권협정으로 해결된 것으로 볼 수 없고 일본정부의 법적 책임이 남아 있으며, 사할린동포 문제와 원폭피해자 문제도 청구권협정 대상에 포함되지 않았다.”는 취지의 공식의견을 표명하였다.— 2012년 5월 24일, 대법원 상고심

대법원은, 노무현 정부 시절인 2005년 민강 공동위가 당시 청구권협정은 일본의 '불법적 식민지배'에 따른 배상 청구가 아닌 샌프란시스코 조약에 근거한 한일 간 재정적·민사적 채권 채무 해결을 위한 것이라고 해석고 그 연장선상에서 강제징용 피해자의 일본 기업에 대한 청구권을 인정했다.
2005년 민관 공동위가 한일협상 관련 외교문서 검토 결과에 입각해 일본군 위안부 문제와 사할린 동포 문제, 원폭 피해자 문제 등 3가지는 청구권 협정에 포함되지 않았다고 밝혔지만, 강제징용 피해자 문제는 '협정 불포함 문제'로 언급하지 않으면서 정부가 이 문제는 청구권협정으로 해결됐다는 입장인 것으로 여겨진 측면이 있었다.

### 개인 소권의 소멸 여부
"어떠한 주장도 할 수 없다."는 것이 무슨 의미인가에 대해서, 이 부분에 대한 해석은 크게 2가지로 갈린다.

#### 소권이 존재하는 않는다는 해석
첫째, "소권"이 존재하지 않는다는 해석이다. 소권이란, 자신의 청구권을 가지고 법원에다가 소송을 제기할 수 있는 권리를 의미한다. 일반적으로 피해자는 자신의 청구권을 가지고 법원에서 소송을 제기해서 승소하면, 그 판결문을 가지고 강제집행을 통해서 가해자에게서 돈을 받는다. 즉 소권이 없다는 것은 바로 이 소송을 제기하지 못한다는 의미이다. 만약에 소를 제기한다고 신청하더라도 법원에서는 각하한다. 소송을 제기하지 못하기에 변론도 없고, 판결도 없으며, 강제집행도 없으며, 돈도 받을 수 없게 된다. 신일철주금이 피고였던 강제징용 전원합의체판결에서 대한민국 대법관 13명중 10명이 택했다.

#### 외교적 보호권에 한정된 포기라는 해석
둘째, "외교적 보호권 한정한 포기"였다는 해석이다. 피해자의 국가가 가해자 국가의 정부를 상대로 피해자를 대신해서 소송을 걸거나, 외교적 수단을 동원하는 등의 수단을 취하지 못한다는 의미이다. 반면, 피해자가 혼자 알아서 가해자 나라에다가 소송걸고 하는 것은 막지 않는다. 언뜻 조약의 문언과 맞지 않는 이상한 해석인데, 그럼에도 불구하고 이것이 유력한 해석 방법인 이유는 바로 일본정부가 지금까지 주장해왔던 것이기 때문이다.
그 이유는, 이 문제는 일본에게 한일기본조약은 한국의 손해배상 요구를 봉쇄할뿐 아니라 자국민인 일본인이 일본정부에 손해배상을 요구하는 것을 봉쇄하는 역할을 하기 때문이다. 전쟁 동안 일본 밖에 거주하던 일본인들은 연합국에 의해서 그 재산을 빼앗기는 등 손해가 발생하였다.

### 강제징용의 사실 여부
대한민국 국내에서의 대부분의 학자와 시민들은, 피고인 일본 기업 신일본제철(현 신일철주금)이 일본 정부의 통제를 받은 가운데 모집을 했고, 당시가 군국주의 일제의 압제가 극에 치닫는 상황이었다는 점을 고려하면 강제 동원임을 인정하고 있다.
대법원 판결문에 따르면, 원고 이춘식 씨는 대전 시장의 추천을 받아 보국대로 동원돼 가마이시 제철소에서 사실상 감금 당한 상태에서 강제 노동에 시달렸다. 처음 6개월간은 외출도 하지 못했고 임금은 저금해준다는 말만 듣고 구경도 못했다. 헌병들은 보름에 한번 노역장에 와서 인원을 점검했다.
상황은 야하타 제철소에서 노역한 다른 원고 김규수 씨도 마찬가지였다. 군산부(지금의 군산시)의 지시를 받고 모집돼 일본에 온 그는 일체의 휴가나 개인 행동을 허락받지 못한 채 임금도 못받고 노역을 했다. 그는 도주하다 발각돼 7일간 심한 구타를 당하기도 했다. 오사카 제철소에서 일한 여운택 씨와 신천식 씨는 '한반도의 제철소에서 기술자로 취직할 수 있다'고 기재된 모집 광고를 보고 응모했지만 실제로는 죽도록 노역만 해야 했다. 한달에 1~2회 외출만 허용됐고 2~3엔의 용돈만 지급받고 월급은 받지 못했다.
원심판결의 이유와 원심이 적법하게 채택한 증거들에 의하면 다음과 같은 사실을 알 수 있다 [...] 일본은 중일전쟁과 태평양전쟁을 치르면서 군수물자 생산에 노동력이 부족하게 되자 이를 해결하기 위하여 1938. 4. 1. 국가총동원법을 제정·공포하고, 1942년 조선인 내지이입 알선 요강을 제정·실시하고, 한반도 각 지역에서 관알선을 통하여 인력을 모집하였으며, 1944. 10.경부터는 국민징용령에 의하여 일반 한국인에 대한 징용을 실시하였다. 한편 구 일본제철을 비롯한 일본의 철강생산자들을 총괄 지도하는 일본 정부 직속기구인 철강통제회가 1941. 4. 26. 설립되었는데, 철강통제회에서는 우리나라에서 노무자를 적극 확충하기로 하고 일본 정부와 협력하여 노무자를 동원하였고, 구 일본제철은 사장이 철강통제회의 회장을 역임하는 등 철강통제회에서 주도적인 역할을 하였다.
구 일본제철은 1943년 평양에서 오사카제철소의 공원모집 광고를 냈는데, 그 광고에는 오사카제철소에서 2년간 훈련을 받으면 기술을 습득할 수 있고 훈련 종료 후 한반도의 제철소에서 기술자로 취직할 수 있다고 기재되어 있었다. 원고 1, 2는 1943. 9.경 위 광고를 보고, 기술을 습득하여 한반도로 돌아와 취직할 수 있다는 점에 끌려 응모한 다음, 평양에서 구 일본제철의 모집담당자와 면접을 하고 합격하여 위 담당자의 인솔 하에 구 일본제철의 오사카제철소로 가서, 훈련공으로서 노역에 종사하였다.
오사카제철소에서 원고 1, 2는 1일 8시간의 3교대제로 일하였고, 한 달에 1, 2회 정도 외출이 허용되었으며, 한 달에 2, 3엔 정도의 용돈만 지급받았을 뿐이고, 구 일본제철은 임금 전액을 지급하면 낭비할 우려가 있다는 이유를 들어 원고 1, 2의 동의를 얻지 않은 채 위 원고들 명의의 구좌에 임금의 대부분을 일방적으로 입금하였으며, 그 저금통장과 도장을 기숙사의 사감에게 보관하게 하였다. 위 원고들은 화로에 석탄을 넣고 깨뜨려서 뒤섞거나 철 파이프 속으로 들어가서 석탄찌꺼기를 제거하는 등 화상의 위험이 있고 기술습득과는 별 관계가 없는 매우 고된 노역에 종사하였는데, 제공되는 식사는 그 양이 매우 적었다. 또한 경찰이 자주 들러서 위 원고들에게 ‘도망치더라도 바로 잡을 수 있다’고 말하였고 기숙사에서도 감시하는 사람이 있었기 때문에 위 원고들은 도망칠 생각을 하지 못하였는데, 원고 2는 도망가고 싶다고 말하였다가 발각되어 기숙사 사감으로부터 구타를 당하고 체벌을 받기도 하였다.
그러던 중 일본은 1944. 2.경 훈련공들을 강제로 징용하였고, 원고 1, 2는 징용 이후에는 용돈도 전혀 지급받지 못하였다. 오사카제철소의 공장은 1945. 3.경 미합중국 군대의 공습으로 파괴되었고 이때 훈련공들 중 일부는 사망하였으며, 원고 1, 2를 포함한 나머지 훈련공들은 1945. 6.경 함경도 청진에 건설 중인 제철소로 배치되어 청진으로 이동하였다. 원고 1, 2는 기숙사의 사감에게 임금이 입금되어 있던 저금통장과 도장을 달라고 요구하였지만, 사감은 청진에 도착한 이후에도 위 통장과 도장을 돌려주지 아니하였고, 원고 1, 2는 청진에서 하루 12시간 동안 공장건설을 위해 토목공사를 하면서도 임금을 전혀 받지 못하였다. 원고 1, 2는 1945. 8.경 청진공장이 소련군의 공격으로 파괴되자, 소련군을 피하여 서울로 도망하여 일제로부터 해방된 사실을 알게 되었다.

원고 3은 1941년 대전시장의 추천을 받아 보국대로 동원되어 보령에서 구 일본제철 모집담당관의 인솔에 따라 일본으로 건너가 구 일본제철의 가마이시제철소에서 노역에 종사하였는데, 임금을 저금해준다는 말을 들었을 뿐 임금을 전혀 받지 못하였다. 원고 4는 1943. 1.경 군산부(지금의 군산시)의 지시를 받고 모집되어 구 일본제철의 인솔자를 따라 일본으로 건너가 구 일본제철의 야하타제철소에서 노역에 종사하였는데, 임금을 전혀 받지 못하였고, 도주하다가 발각되어 약 5일 동안 구타를 당하기도 하였다. 원고 3, 4는 1945. 8.경부터 같은 해 12.경까지 사이에 각 제철소가 공습으로 파괴되고 일본이 패전하여 구 일본제철에서 더 이상 강제노동을 시킬 수 없게 되자 각자 고향으로 돌아왔다.— 2012년 5월 24일, 대법원 상고심

### 일제강점기 당시 일본국의 한반도 지배의 불법성의 유무
대부분의 대한민국 법학자들은 한일 병합 조약이 불법이라고 주장한다. 이 조약에는 순종 황제의 최종 승인 절차에 결정적인 결함이 있는 것으로 나타났다고 주장하고 있는데, 이완용에게 전권을 위임한다는 순종의 위임장은 강제로 받아낼 수 있었으나 가장 중요한 최종 비준을 받는 절차가 생략되었다는 것이다.
조항 제8조에는 '양국 황제의 결재를 받았다'라고 적고 있으나, 조약문의 어떤 내용도 최종 비준 이전에는 효력을 발휘할 수 없다는 점을 상기할 때 재가 사실을 미리 명시하는 것은 상식 밖의 일이라는 것이다. 또한 병합을 최종적으로 알리는 조칙에 옥새는 찍혀 있지만 순종의 서명이 빠졌다는 점에서, 조칙이 성립하려면 옥새와 함께 서명이 들어가야 하는데, 이러한 의전절차가 무시되었다는 것을 통해서도 입증할 수 있다는 의견이다.
서울대 이태진 교수는 “한일합방조약을 알리는 황제의 칙유가 일본정부에 의해 작성됐으며, 순종이 이에 대한 서명을 거부했거나 하지 않은 사실이 자료로 확인됐다”고 주장했다.
이 교수는 그 근거로 8월 29일 공포된 황제칙유에는 대한국새가 아닌 1907년 7월, 고종황제 강제 퇴위 때 일본이 빼앗아간 칙명지보가 찍혀 있다는 점을 들었다. 국가간의 조약에는 국새가 찍혀야 하는데, 칙명지보는 행정결제용 옥새이기 때문에 순종의 정식 제가가 이루어졌다고 보기 힘들다는 것이다. 또, 1907년 11월 이후 황제의 조칙문에 날인해온 황제의 서명 ‘척(拓)’(순종의 이름)이 빠져 있는 점을 들었다. 당시 순종은 일본 제국 측의 병탄에 직면해 전권위원위임장에는 국새를 찍고 서명할 수밖에 없었으나 마지막 비준절차에 해당하는 칙유서명은 완강히 거부했다.
이어서 이태진 교수는 “한일강제합방조약의 법적결함은 결국 국제법상으로만 보아도 조약불성립론을 입증하며 1910년 이후 한국과 일본의 관계는 식민통치도 아니고 일본이 한국을 불법적으로 강점한 상태”라고 주장했다.
1965년 한일기본조약(대한민국과 일본국간의 기본관계에 관한 조약) 제2조에서는, 한국의 해석에 따르면 평화조약을 새로맺는 시점에 무효화된 것이 아니라 조약체결 당시부터 원천무효라고 주장하고 있다.
대법원은 이번 판결에서 1962년 개정된  헌법전문을 근거로 하는데, 대한민국 헌법은 1948년 이래로 몇 개정을 제외하고는 일관되게 대한민국이란 나라가 3·1운동을 통해서 시작되었음을 선언하고 있다. 따라서 일제지배는 대한민국 헌법상 불법이란 것이다.
유구한 역사와 전통에 빛나는 우리 대한국민은 3·1운동의 숭고한 독립정신을 계승하고 4·19의거와 5·16혁명의 이념에 입각하여 새로운 민주공화국을 건설함에 있어서

일제의 한반도 통치는 대한민국 헌법상 불법이므로 그 침략행위에 종사하기 위해서 발효된 강제징용은 일제의 법에 근거하여도 불법이라는 결론을 내리고 있다. 일제의 한반도 지배와 그 침략을 위한 강제징용은 헌법상 불법이고, 이로 인하여 동원되었던 한국의 강제징용자들은 그로인해 정신적 손해를 입었기 때문에 일본정부와 해당기업에 청구권이 발생한다.
법적으로 볼때 청구권이 발생한다는 것은 시작점에 불과한데, 한일청구권협정에 따라 이미 청구권이 정리되었다는 주장이 가능하기 때문이다. 한국 강제징용 피해자들한테 정신적 손해배상 청구권이 존재했지만 한일청구권협정에 의해 지금은 없어졌다고 주장할 수 있다.

### 앞서 배상책임을 부정한 일본 법원 판결의 국내 효력의 존재 여부
일본 법원의 판결이 국내에도 효력을 미치는지의 여부도 쟁점이었다. 일본 법원의 판결 전제는 일본의 한반도와 한국인에 대한 식민지배가 합법적이라는 것이다. 이를 바탕으로 일제의 국가총동원법과 국민징용령을 여씨 등에게도 적용하는 것이 유효하다고 평가했다.
1·2심은 "일본법원의 확정판결은 국내에도 효력이 인정돼 우리 법원으로서는 일본판결과 모순된 판단을 할 수 없다"고 봤다.
하지만 2012년 5월, 대법원 1부는 일본 법원이 일본법인 '회사경리응급조치법'을 근거로 원고 패소로 판결하기 위해 내세운 각종 전제적 판단들이 우리 헌법에 어긋난다는 논리로 국내 효력을 부인했다.
민사소송법 제217조 제3호는 외국법원의 확정판결의 효력을 인정하는 것이 대한민국의 선량한 풍속이나 그 밖의 사회질서에 어긋나지 아니하여야 한다는 점을 외국판결 승인요건의 하나로 규정하고 있는데, 여기서 외국판결의 효력을 인정하는 것, 즉 외국판결을 승인한 결과가 대한민국의 선량한 풍속이나 그 밖의 사회질서에 어긋나는지 여부는 그 승인 여부를 판단하는 시점에서 외국판결의 승인이 우리나라의 국내법 질서가 보호하려는 기본적인 도덕적 신념과 사회질서에 미치는 영향을 외국판결이 다룬 사안과 우리나라와의 관련성의 정도에 비추어 판단하여야 하고, 이때 그 외국판결의 주문뿐 아니라 이유 및 외국판결을 승인할 경우 발생할 결과까지 종합하여 검토하여야 한다.
원심이 적법하게 채택한 증거에 의하면, 일본판결은 원고 1, 2가 주장하는 청구권 발생 당시의 위 원고들을 일본인으로 보고, 위 원고들이 거주하던 한반도를 일본 영토의 구성부분으로 봄으로써 위 원고들의 청구에 적용될 준거법을 외국적 요소를 고려한 국제사법적 관점에서 결정하지 않고 처음부터 일본법을 적용하였는데, 일본의 한국병합 경위에 관하여 “조선은 1910년 한일합병조약이 체결된 후, 일본국의 통치하에 있었다.”고 전제하고, 위 원고들에 대한 징용경위에 대하여 “당시 일본국 정부, 조선총독부 등이 전시 하의 노무동원을 위한 적극적인 정책을 내세우고 있었던 것이 인정된다고 하더라도 위 원고들은 모두 노동자 모집 당시의 설명에 응하여 그 의사에 의하여 응모함으로써 오사카제철소에서 노동하기에 이른 것이고, 이들의 의사에 반하여 강제연행한 것은 아니”라고 보아, “위 원고들이 응모한 1943. 9.경에는 이미 ‘조선인 내지이주 알선요강’에 따라 사업주의 보도원(補導員)이 지방행정기관, 경찰, 그리고 조선노무협회 등이 연계된 협력을 받아 단기간에 목적한 인원수를 확보하고, 확보된 조선인 노무자는 사업주의 보도원에 의해 인솔되어 일본의 사업소로 연행되는 ‘관 알선 방식’으로 징용이 실시되었는데, 이것은 일본국 정부가 후생성과 조선총독부의 통제 하에 조선인 노동력을 중요기업에 도입하여 생산기구에 편입하려는 계획 하에 진행된 것으로서 실질적인 강제연행이나 강제징용이었다.”는 위 원고들의 주장을 받아들이지 아니한 사실, 또한 일본판결은 구 일본제철이 사전 설명과 달리 위 원고들을 오사카제철소에서 자유가 제약된 상태로 위법하게 강제노동에 종사하게 한 점, 실질적인 고용주로서 위 원고들에 대하여 일부 임금을 지급하지 아니하고, 안전배려의무를 제대로 이행하지 아니한 점 등 위 원고들의 청구원인에 관한 일부 주장을 받아들이면서도, 구 일본제철의 위 원고들에 대한 채무는 구 일본제철과 별개의 법인격을 가지고 있는 피고에게 승계되지 아니하였을 뿐만 아니라, 그렇지 않더라도 1965년 한일 청구권협정과 일본의 재산권조치법에 의해 소멸하였다는 이유로 결국 위 원고들의 피고에 대한 청구를 기각한 사실 등을 알 수 있다.

이와 같이 일본판결의 이유에는 일본의 한반도와 한국인에 대한 식민지배가 합법적이라는 규범적 인식을 전제로 하여, 일제의 국가총동원법과 국민징용령을 한반도와 위 원고들에게 적용하는 것이 유효하다고 평가한 부분이 포함되어 있다.
그러나 대한민국 제헌헌법은 그 전문(前文)에서 “유구한 역사와 전통에 빛나는 우리들 대한국민은 기미삼일운동으로 대한민국을 건립하여 세상에 선포한 위대한 독립정신을 계승하여 이제 민주독립국가를 재건함에 있어서”라고 하고, 부칙 제100조에서는 “현행법령은 이 헌법에 저촉되지 아니하는 한 효력을 가진다.”고 하며, 부칙 제101조는 “이 헌법을 제정한 국회는 단기 4278년 8월 15일 이전의 악질적인 반민족행위를 처벌하는 특별법을 제정할 수 있다.”고 규정하였다. 또한 현행헌법도 그 전문에 “유구한 역사와 전통에 빛나는 우리 대한국민은 3·1운동으로 건립된 대한민국임시정부의 법통과 불의에 항거한 4·19 민주이념을 계승하고”라고 규정하고 있다. 이러한 대한민국 헌법의 규정에 비추어 볼 때, 일제강점기 일본의 한반도 지배는 규범적인 관점에서 불법적인 강점(强占)에 지나지 않고, 일본의 불법적인 지배로 인한 법률관계 중 대한민국의 헌법정신과 양립할 수 없는 것은 그 효력이 배제된다고 보아야 한다. 그렇다면 일본판결 이유는 일제강점기의 강제동원 자체를 불법이라고 보고 있는 대한민국 헌법의 핵심적 가치와 정면으로 충돌하는 것이므로, 이러한 판결 이유가 담긴 일본판결을 그대로 승인하는 결과는 그 자체로 대한민국의 선량한 풍속이나 그 밖의 사회질서에 위반되는 것임이 분명하다. 따라서 우리나라에서 일본판결을 승인하여 그 효력을 인정할 수는 없다.
그럼에도 원심은 이와 달리 일본판결의 효력을 대한민국 법원이 승인하는 결과가 대한민국의 선량한 풍속이나 그 밖의 사회질서에 위반되지 않으므로 승인된 일본판결의 기판력에 의하여 위 원고들의 청구에 대하여 일본판결과 모순된 판단을 할 수 없다는 이유로 위 원고들의 청구를 곧바로 기각하고, 대한민국 법원의 독자적인 관점에서 위 원고들의 청구를 직접 판단하지 아니하였다. 이러한 원심판결에는 외국판결의 승인에 관한 법리를 오해하여 판결 결과에 영향을 미친 위법이 있다. 이 점을 지적하는 위 원고들의 이 부분 상고이유 주장은 이유가 있다.— 2012년 5월 24일, 대법원 상고심

피해자들을 일본인으로 보고 재판에 적용될 준거법으로 외국적 요소를 고려한 국제사법이 아니라 일본법을 적용한 점, 일본의 한반도 식민지배가 합법적이라는 규범적 인식하에 일제의 총동원령과 국민징용령을 유효하다고 평가한 점 등이 헌법에 어긋난다는 판단이었다.
특히 이 판단은 일제의 한반도 식민지배의 불법성을 인정하지 않는 전제에서 내린 일본 법원의 판결이 국내에서 효력을 가질 수 없다는 원칙을 천명했다는 점에서 의미가 컸다.
이러한 대법원 판단은 파기환송심을 거쳐 재상고심을 맡은 대법원 전원합의체에서 그대로 유지되면서 일본기업에 배상책임을 묻게 된 결정적 이유가 됐다.
환송 후 원심은 그 판시와 같은 이유를 들어, 망 소외인, 원고 2가 이 사건 소송에 앞서 일본에서 피고를 상대로 소송을 제기하였다가 이 사건 일본판결로 패소·확정되었다고 하더라도, 이 사건 일본판결이 일본의 한반도와 한국인에 대한 식민지배가 합법적이라는 규범적 인식을 전제로 하여 일제의 ‘국가총동원법’과 ‘국민징용령’을 한반도와 망 소외인, 원고 2에게 적용하는 것이 유효하다고 평가한 이상, 이러한 판결 이유가 담긴 이 사건 일본판결을 그대로 승인하는 것은 대한민국의 선량한 풍속이나 그 밖의 사회질서에 위반하는 것이고, 따라서 우리나라에서 이 사건 일본판결을 승인하여 그 효력을 인정할 수는 없다고 판단하였다.

이러한 환송 후 원심의 판단은 환송판결의 취지에 따른 것으로서, 거기에 상고이유 주장과 같이 외국판결 승인요건으로서의 공서양속 위반에 관한 법리를 오해하는 등의 위법이 없다.— 2018년 10월 30일, 대법원 전원합의체 선고 중

### 소멸시효의 문제
민법상 불법 행위로 인한 손해배상은 손해 및 가해자를 알게 된 날로부터 3년, 불법 행위를 알게 된 날로부터 10년 내에 청구해야 한다. 다만 시효 진행을 정지시킬 만한 법률상 장애 사유가 있으면 사유가 해소된 날로부터 각각 3년, 10년 내에 청구권을 행사할 수 있다.
즉 강제징용 피해자들의 청구권은 소멸시효는 늦어도 일본이 패전한 1945년 8월 15일 무렵부터는 진행되어 55년에는 소멸한 것이 된다. 법적으로 원칙은 이러하지만 예외가 있는데, 만약 청구권자가 청구권을 행사하는데 "법적 장애사유"란 게 있으면 소멸시효가 진행이 되지 않는다. 원고들에게 사실상 권리를 행사할 수 없는 장애 사유가 있다고 객관적으로 인정될 때도 사유가 해소된 날로부터 상당한 기간 내에 청구권을 행사할 수 있다.
일반적으로는 예외를 인정받기 어렵다. 법원은 "법적 장애사유"와 "사실상 장애사유"를 구분하는데, 대부분 문제는 사실상 장애사유에 불과하다고 하여 예외 인정이 드물었다.
이러한 문제는, 법원이 한국의 독재기간 전반을 장애사유로 인정하고, 한국 외교부가 한일기본조약 관련 입장표명을 할 때까지 역시 장애사유로 인정하면서 해결되었다.
2012년 대법원은 "적어도 피해자들이 이 사건 소를 제기할 시점인 2005년 2월까지는 한국에서 권리를 사실상 행사할 수 없는 객관적 장애사유가 있었다"며 소멸시효가 완성되지 않았다고 판단했다.
소멸시효는 객관적으로 권리가 발생하여 그 권리를 행사할 수 있는 때로부터 진행하고 그 권리를 행사할 수 없는 동안은 진행하지 않지만 여기서 ‘권리를 행사할 수 없는’ 경우라 함은 그 권리행사에 법률상의 장애사유, 예컨대 기간의 미도래나 조건 불성취 등이 있는 경우를 말하는 것이고, 사실상 권리의 존재나 권리행사 가능성을 알지 못하였고 알지 못함에 과실이 없다고 하여도 이러한 사유는 법률상 장애사유에 해당하지 않는다(대법원 2006. 4. 27. 선고 2006다1381 판결 등 참조).
한편 채무자의 소멸시효에 기한 항변권의 행사도 민법의 대원칙인 신의성실의 원칙과 권리남용금지의 원칙의 지배를 받는 것이어서, 채무자가 시효완성 전에 채권자의 권리행사나 시효중단을 불가능 또는 현저히 곤란하게 하였거나 그러한 조치가 불필요하다고 믿게 하는 행동을 하였거나, 객관적으로 채권자가 권리를 행사할 수 없는 장애사유가 있었거나, 또는 일단 시효완성 후에 채무자가 시효를 원용하지 아니할 것 같은 태도를 보여 권리자로 하여금 그와 같이 신뢰하게 하였거나, 채권자보호의 필요성이 크고 같은 조건의 다른 채권자가 채무의 변제를 수령하는 등의 사정이 있어 채무이행의 거절을 인정함이 현저히 부당하거나 불공평하게 되는 등의 특별한 사정이 있는 경우에는 채무자가 소멸시효의 완성을 주장하는 것이 신의성실의 원칙에 반하여 권리남용으로서 허용될 수 없다(대법원 2011. 6. 30. 선고 2009다72599 판결등 참조).
원심판결의 이유와 원심이 적법하게 채택한 증거들에 의하면, 위 원고들은 구 일본제철의 불법행위가 있은 후 1965. 6. 22. 한일 간의 국교가 수립될 때까지는 일본국과 대한민국 사이의 국교가 단절되어 있었고, 따라서 위 원고들이 피고를 상대로 대한민국에서 판결을 받더라도 이를 집행할 수 없었던 사실, 1965년 한일 간에 국교가 정상화되었으나, 한일 청구권협정 관련 문서가 모두 공개되지 않은 상황에서 청구권협정 제2조 및 그 합의의사록의 규정과 관련하여 청구권협정으로 대한민국 국민의 일본국 또는 일본 국민에 대한 개인청구권이 포괄적으로 해결된 것이라는 견해가 대한민국 내에서 일반적으로 받아들여져 온 사실, 일본에서는 청구권협정의 후속조치로 재산권조치법을 제정하여 원고들의 청구권을 일본 국내적으로 소멸시키는 조치를 취하였고 공동원고들인 원고 1, 2가 제기한 일본소송에서 청구권협정과 재산권조치법이 이들의 청구를 기각하는 부가적인 근거로 명시되기도 한 사실, 그런데 원고들의 개인청구권, 그 중에서도 특히 일본의 국가권력이 관여한 반인도적 불법행위나 식민지배와 직결된 불법행위로 인한 손해배상청구권은 청구권협정으로 소멸하지 않았다는 견해가 원고 1, 2 등 강제동원 피해자들이 일본에서 소송을 제기한 1990년대 후반 이후에야 서서히 부각되었고 마침내 2005. 1. 한국에서 한일 청구권협정 관련 문서가 공개된 뒤, 2005. 8. 26. 일본의 국가권력이 관여한 반인도적 불법행위나 식민지배와 직결된 불법행위로 인한 손해배상청구권은 청구권협정에 의하여 해결된 것으로 볼 수 없다는 민관공동위원회의 공식적 견해가 표명된 사실 등을 알 수 있다.
여기에 앞서 본 바와 같이 구 일본제철과 피고의 동일성 여부에 대하여도 의문을 가질 수밖에 없도록 하는 일본에서의 법적 조치가 있었던 점을 더하여 보면, 적어도 위 원고들이 이 사건 소를 제기할 시점인 2005. 2.까지는 위 원고들이 대한민국에서 객관적으로 권리를 사실상 행사할 수 없는 장애사유가 있었다고 봄이 상당하다.
이러한 점들을 앞서 본 법리에 비추어 살펴보면, 구 일본제철과 실질적으로 동일한 법적 지위에 있는 피고가 소멸시효의 완성을 주장하여 위 원고들에 대한 채무의 이행을 거절하는 것은 현저히 부당하여 신의성실의 원칙에 반하는 권리남용으로서 허용될 수 없다.
그럼에도 원심이 그 판시와 같은 사정만으로는 피고가 소멸시효 완성을 주장하는 것이 신의칙 위반에 의한 권리남용에 해당하지 않는다고 판단한 것은 소멸시효 주장의 신의칙에 의한 제한의 법리를 오해하여 판결 결과에 영향을 미친 위법을 저지른 것이다. 이 점을 지적하는 위 원고들의 이 부분 상고이유 주장 또한 이유가 있다.— 2012년 5월 24일, 대법원 상고심

파기환송심도 "가해자가 소멸시효의 완성을 주장해 피해자들에 대한 배상책임을 거절하는 것은 현저히 부당해 신의성실의 원칙에 반하는 권리남용으로서 허용될 수 없다"며 소멸시효 완성 주장 자체가 부당하다고 지적했다.
대법원 전원합의체는 이 판단 역시 관련 법리를 오해한 잘못이 없다며 그대로 유지했다.
환송 후 원심은, 1965년 한일 간에 국교가 정상화되었으나 청구권협정 관련 문서가
모두 공개되지 않은 상황에서 청구권협정으로 대한민국 국민의 일본국 또는 일본 국민에 대한 개인청구권까지도 포괄적으로 해결된 것이라는 견해가 대한민국 내에서 널리 받아들여져 온 사정 등 그 판시와 같은 이유를 들어, 이 사건 소 제기 당시까지도 원고들이 피고를 상대로 대한민국에서 객관적으로 권리를 행사할 수 없는 장애사유가 있었다고 봄이 상당하므로, 피고가 소멸시효 완성을 주장하여 원고들에 대한 채무의 이행을 거절하는 것은 현저히 부당하여 신의성실의 원칙에 반하는 권리남용으로서 허용될 수 없다고 판단하였다.
이러한 환송 후 원심의 판단 또한 환송판결의 취지에 따른 것으로서, 거기에 상고이
유 주장과 같이 소멸시효에 관한 법리를 오해하는 등의 위법이 없다.
— 2018년 10월 30일, 대법원 전원합의체 선고 중

### 엇갈린 판결 논란
당시 대법원 상고심 판결이 나오기 불과 2주전 대법원 다른 소부 재판부는 같은 사안에 대해 정반대의 판결을 내린 사실이 뒤늦게 확인됐다. 2주 상간에 대법원에서 엇갈린 판결이 선고됐던 것이다.
강제징용 피해자들이 국가를 상대로 낸 손해배상 청구를 기각한 원심 판결을 그대로 확정한 판결이다. 2012년 5월 10일 대법원 민사2부(당시 주심 이상훈 전 대법관)가 강제징용 피해자들이 우리 정부를 상대로 낸 손해배상소송의 상고심에서 "피해자들의 개인청구권은 한·일 청구권협정으로 소멸됐다"며 원고패소 판결한 원심을 심리불속행으로 기각했다(2012다12863).
법원은 김능환 전 대법관이 주심을 맡아 피해자들의 손을 들어줬던 판결 이전에는 한·일 청구권협정을 이유로 피해자들의 개별적인 배상청구권을 인정하지 않았다. 한·일 청구권협정과 같은 일괄처리협정(lump sum agreements)은 국제분쟁의 해결·예방을 위하여 국제적으로 흔히 채택되는 방식이며, 한일협정은 한·일 양국의 과거사에서 비롯된 미해결 문제를 일괄타결의 방법으로 청산하고, 양국의 미래지향적 관계를 수립하기 위한 고도의 정치적 결단을 통한 외교행위였으므로 책임을 물을 수 없다는 논리였다.
그러나 법원은 해당 판결은 피고가 정부와 공무원을 상대로 한 것이었고, 배상을 명한 판결은 피고가 민간기업이기 때문에 다르다고 판단하였다.
...피고는 위와 같이 청구권협정을 해석하는 것이 대법원 2012. 5. 10.자 2012다 12863 심리불속행 판결에 반하는 것이라고 주장하나, 위 판결의 사안은 청구권협정 체결과 관련한 대한민국 공무원의 행위가 불법행위에 해당되는지 여부에 관한 것으로 이 사건과 사안을 달리하는 것이고, 심리불속행 판결은 상고이유의 주장이 상고심절차에 관한 특례법 제4조 제1항이 정한 사유를 포함하지 않는 경우이거나 그러한 주장이 있더라도 원심판결과 관계가 없거나 원심판결에 영향을 미치지 아니할 때에 할 수 있는 것이어서 위 판결이 청구권협정에 관하여 피고의 주장과 같은 해석을 하고 있는 판례에 해당한다고 볼 수도 없다.— 2013년 7월 30일, 서울고등법원 파기환송심

### 협정의 무효 여부
한일청구권협정이 있었던 것은 맞으나, 치명적인 무효사유가 있기 때문에 무효가 되었다는 주장이다.
이는 두 가지 상황이 있는데, 하나는 국제법에 위반하여 무효인 경우이고, 또 하나는 한국 헌법에 위배되어 무효인 경우다. 결론부터 말하자면 둘 다 쉽지 않다.
한국 강제징용피해자 측이 예비항변으로 주장했지만, 여기까지 가기도 전에 대법원에서 청구인용을 했기 때문에 판단이 된 적은 없다.
국제법상 중대한 인권침해에 대해 가해국을 면책하는 조약은 원칙적으로 무효라는 주장도 있으나 간단하게 논파된다.
1. 한일청구권협정 같은 협정은 전 세계에 많았다. 아래 독일의 전후 배상 관련해서도 나오지만 독일도 중대한 인권침해 범죄를 국가간 협정으로 해결했다. 오늘날 이렇게 논란이 생긴 건 박정희 정권이 한일청구권협정으로 받은 돈을 피해자에게 주지 않았기 때문이지, 한일청구권협정 자체는 흔한 조약중 하나다. 이걸 무효라고 하는 건 세계적으로 굳혀진 2차대전 전후 배상 체제를 전면 부정하는 것이다.
2. 한일청구권협정은 가해국을 면책하는 협정이 아니라 가해국이 책임을 진 협정이라고 봐야 한다. 독일의 전후 배상 조약이 독일의 죄를 면죄한 게 아니라, 독일이 죄에 대해 책임을 졌다고 평가하는 것처럼 일본 역시도 한일협정을 통해 한일 양국 사이의 문제에 대해 책임을 진 것이지 한일협정이 죄를 면책하는 협정이라고 하는 건 곤란하다.
3. 강행규범의 범위와 강행규범으로 조약이 무효가 되는 경우에 대해선 학계에서도 여러가지로 의견이 갈린다. 애시당초 이런 식의 청구권 협정이 강행규범으로 무효화된 사례는 없다. 이러한 상황에서 한일협정이 강행규범에 위반되고, 따라서 무효라고 하는 건 설득력 없는 주장이다.

한국 정부 역시 한일청구권협정이 무효라는 주장은 하지 않는다.

## 판결에 대한 비판

### 국내적 관점의 법리에 치중
한국 법원이 국제 조약 해석 등 외교 문제에 너무 깊숙이 개입한 것 아니냐는 지적도 있다.
국가 간 이해관계가 복잡하게 얽혀 있는 외교 문제에 사법부가 행정부 의견과 상반되는 판단을 내리는 데는 신중해야 하는데, 오로지 국내적 관점의 법리에 치중하여 경솔한 판결을 내렸다는 것이다.
다만 이에 대해서는 대한민국 법원은 그 헌법과 법률에 의거하여 판단하는 곳이며, 외국에서의 확정 판결을 승인 거부할 권한도 가지고 있다는 반론도 있다. 실제로 1997년에 대한민국 헌법재판소는 미국과의 조약도 위헌법률심판 대상이 된다고 판시한 적도 있다.

### 엇갈린 판결 논란
당시 대법원 상고심 판결이 나오기 불과 2주전 대법원 다른 소부 재판부는 같은 사안에 대해 정반대의 판결을 내린 사실이 뒤늦게 확인됐다. 2주 상간에 대법원에서 엇갈린 판결이 선고됐던 것이다.
강제징용 피해자들이 국가를 상대로 낸 손해배상 청구를 기각한 원심 판결을 그대로 확정한 판결이다. 2012년 5월 10일 대법원 민사2부(당시 주심 이상훈 전 대법관)가 강제징용 피해자들이 우리 정부를 상대로 낸 손해배상소송의 상고심에서 "피해자들의 개인청구권은 한·일 청구권협정으로 소멸됐다"며 원고패소 판결한 원심을 심리불속행으로 기각했다(2012다12863).
법원은 김능환 전 대법관이 주심을 맡아 피해자들의 손을 들어줬던 판결 이전에는 한·일 청구권협정을 이유로 피해자들의 개별적인 배상청구권을 인정하지 않았다. 한·일 청구권협정과 같은 일괄처리협정(lump sum agreements)은 국제분쟁의 해결·예방을 위하여 국제적으로 흔히 채택되는 방식이며, 한일협정은 한·일 양국의 과거사에서 비롯된 미해결 문제를 일괄타결의 방법으로 청산하고, 양국의 미래지향적 관계를 수립하기 위한 고도의 정치적 결단을 통한 외교행위였으므로 책임을 물을 수 없다는 논리였다.
그러나 법원은 해당 판결은 피고가 정부와 공무원을 상대로 한 것이었고, 배상을 명한 판결은 피고가 민간기업이기 때문에 다르다고 판단하였다.
피고는 위와 같이 청구권협정을 해석하는 것이 대법원 2012. 5. 10.자 2012다 12863 심리불속행 판결에 반하는 것이라고 주장하나, 위 판결의 사안은 청구권협정 체결과 관련한 대한민국 공무원의 행위가 불법행위에 해당되는지 여부에 관한 것으로 이 사건과 사안을 달리하는 것이고, 심리불속행 판결은 상고이유의 주장이 상고심절차에 관한 특례법 제4조 제1항이 정한 사유를 포함하지 않는 경우이거나 그러한 주장이 있더라도 원심판결과 관계가 없거나 원심판결에 영향을 미치지 아니할 때에 할 수 있는 것이어서 위 판결이 청구권협정에 관하여 피고의 주장과 같은 해석을 하고 있는 판례에 해당한다고 볼 수도 없다.— 2013년 7월 30일, 서울고등법원 파기환송심

## 대법원 전원합의체 판결의 여파

### 줄소송의 예상
‘반인도적 불법행위’등을 근거로 개인청구권이 소멸하지 않았다는 대법원의 판단은 일제의 군수산업 강제동원, 한국인 원폭 피해자와 일본군 위안부 등을 비롯한 다른 ‘반인도적 불법행위’에도 적용될 수 있을 것으로 보여 주목을 받고있다. 군수산업 강제동원, 한국인 원폭 피해, 일본군 위안부 등에 관해서도 일본기업 또는 일본국을 피고로 하여 법원에 줄소송이 제기될 것이라는 관측이 제기되고 있다.

### 일본 정부의 반발
이춘식 등 강제징용 피해자 4명이 제기한 소송을 둘러싼 대법원의 전원합의체 판결 직후, 일본정부는 이날 대법원 전원합의체 판결이 선고되자 "매우 유감"이라며 강력 반발했다.
고노 다로 일본 외무상은 이날 항의 담화를 발표한데 이어 이수훈 주일대사를 외무성으로 불러 강하게 항의했다. 아베 신조(安倍晋三) 총리도 '의연한 대응'을 강조했다.
아베 신조 총리는 이날 기자들에게 "1965년 한일청구권협정으로 (청구권 문제는) 완전하고 최종적으로 해결됐다"며 "이번 판결은 국제법에 비춰볼 때 있을 수 없는 판단이다"라고 주장했다. 그러면서 "의연하게 대응할 것"이라고 강조했다.
고노 외무상도 담화에서 이번 판결에 대해 "매우 유감"이라면서 "결코 수용할 수 없다"고 밝혔다. 그는 "이번 판결은 한일 우호관계의 법적 기반을 근본부터 뒤엎는 것"이라며 "한국에 국제법 위반상태를 시정하는 것을 포함해 적절한 조치를 즉시 강구하길 강하게 요구한다"고 했다. 그러면서 고노 외무상은 시정조치가 이뤄지지 않을 경우 ICJ 제소 등을 포함한 여러 선택지를 시야에 두고 의연하게 대응하겠다고 밝혔다.

### 문재인 대통령의 연두 기자회견
2019년 1월 10일, 문재인 대통령은 연두 기자회견에서 강제징용 배상 판결과 관련된 일본 기자의 질문에 "일본 정부는 더 겸허해야 한다. 한국 사법부 판결을 존중해야 한다."고 답했다.

### 일본기업 한국자산에 대한 동결 및 압류
2019년 1월 3일, 대구지방법원 포항지원은 신일철주금(현 신일본제철) 강제동원 피해자 변호인단이 신청한 신일철주금 한국 자산 압류신청을 승인했다.

### 청구권 협정 교섭에 참여한 일본국 측 전 판사의 기고
대한민국 대법원의 해석에 대하여 한일 청구권 협정 교섭에 참여한 후쿠다 히로시 전 일본 최고재판소 판사는 "한일청구권협정은 양국 간 그리고 양국 국민 간 청구권 문제에 대해 ‘완전하고 최종적으로 해결되었으며 어떠한 주장도 할 수 없다’라고 규정하고 있다."며  "청구권과 관련해 체약국에서 어떠한 근거를 가지고 청구하더라도 상대국과 국민은 이에 응할 법적 의무가 없다는 것이 당시 조문을 기초한 사람들의 의도였다."고 주장하였다.

### 2005년 민관공동위원회 공동위원장을 맡았던 양삼승 법무법인 화우 고문의 인터뷰
대법원의 참여정부 시절 ‘한일회담 문서 공개 민관 공동위원회’ 발표 내용의 해석을 둘러싸고 공방이 일고 있는 가운데, 당시 공동위원장을 맡았던 양삼승 법무법인 화우 고문은 2019년 7월 18일 한국일보와의 통화에서 “당시 강제징용에 관한 개인청구권은 발생하지 않는다고 정리가 된 거라고 이해하는 게 옳을 것”이라고 주장했다. 양 고문은 “보도자료에 ‘개인청구권이 소멸된 것’이라고 나오진 않지만 우리 정부가 받은 3억달러에 그 내용(개인청구권 소멸)도 포함된 것으로 보여진다는 식의 완곡한 표현인 것 같다”고 말했다.

## 해외 각국의 유사 사례

### 미국
1999년 캘리포니아주에서 2차대전 피해자들이 독일, 일본 기업 등에 손해배상을 받을 수 있게 하는 법을 통과시켰다. 그러자 미국 연방정부에서 "배상 문제는 1952년 샌프란시스코 평화조약으로 끝났고, 정부의 외교권한을 침해했다"며 캘리포니아 주법(州法)은 위헌이라고 주장했다.
이후 캘리포니아 주법(州法)에 자극 받아 2차대전 전쟁포로와 강제징용 피해자들이 합작으로 미국에서 독일, 일본 기업에 배상 소송을 걸었고, 그 결과 전쟁포로와 강제징용 피해자들이 패소하였다.
1심에서 재판부는 "미일평화조약(샌프란시스코 조약)에 따르면 전쟁포로들이 일본을 상대로 손해배상 청구소송을 제기하는 것은 금지돼 있다"고 판결했다.
2심에서 재판부는 "미국이 서명한 협정들은(샌프란시스코 조약) 포로들이 손해배상을 청구할 수 없도록 하고 있다"고 밝혔으며 1999년 캘리포니아 주법(州法)에 대해서도 "외교문제에 관한 연방정부의 독점권을 침해하여 위헌"이라고 밝혔다.
3심에서도 마찬가지로 전쟁포로와 강제징용 피해자들이 패소하며 재판이 마무리되었다.

### 독일
2003년, 나치 독일군에게 학살당한 그리스인들의 유족들이 독일에게 손해배상 소송을 하였다. 독일 정부는 "1960년대 그리스 정부와 협정을 맺어 더 이상 그리스인들에 대한 배상 책임이 없다"고 주장했다. 이에 그리스 유족들은 "국제법 상 독일 정부의 면책은 국가 대 국가 간의 관계에 한정하며 정부와 개인 간에 관한 책임은 면할 수 없다"고 주장했다.
그러나 독일 연방대법원은 "1960년대 독일 정부가 그리스 정부에 배상금을 지불했기 때문에 그리스인들은 독일 정부에게 개별적으로 배상금을 받을 법적 근거가 없다"고 판단하였다.

### 일본
1945년 8월 9일, 전쟁 막바지에 소련은 만주, 사할린 등을 침공했는데, 이 때 소련군에 의해 일본군 일부가 시베리아에 억류되어 소련에 의해 강제노역을 당한 역사가 있다. 억류 및 강제노역 피해자들은 1979년 전국억류자보상협의회를 결성하고 일본 정부에 피해에 대한 보상을 요구했는데, 일본 정부는 이를 받아들이지 않으며 "일소 공동선언에 의해 외교적 보호권은 소멸하였지만 개인의 청구권은 여전히 유효하므로 일본은 이에 대해 보상할 의무가 없다"는 입장을 고수하였다.

- 소비에트 사회주의 공화국 연방은 일본국에 대해 일체의 배상 청구권을 포기한다.

- 일본국 및 소비에트 사회주의 공화국 연방은 1945년 8월 9일부터 전쟁의 결과로 생긴 각각의 나라, 그 단체 및 국민의 각각 다른 나라, 그 단체 및 국민에 대한 모든 청구권을, 상호간에, 포기한다.— 일본국과 소비에트 사회주의 공화국 연방 간의 공동선언 (1956)

일본은 민주당이 정권을 잡고 있던 2010년, 소련 억류 피해자인 현재의 일본 국민에 대해 특별급부금의 형태로 강제징용에 관련된 피해를 보상하도록 하는 입법을 하였으나, 조선인 등 국적을 이탈한 사람들은 보상의 대상에서 제외되었다.

### 이외
식민지가 아닌 전쟁 피해국의 지위에 있던 2차대전 승전국 중에서도 대일청구권을 자발적으로 포기한 사례가 상당히 있으나, 식민지였던 국가가 과거 지배국에 보상을 받은 사례는 한일기본조약이 유일하다.
전쟁 피해국 중에는 중화민국과 중화인민공화국이 그 중 하나인데, 오랜 내전으로 인해 국토가 황폐화되어 한국 못지 않게 배상금이 필요한 국가였으나, 중화민국은 타이완으로 쫓겨난 상황에서 일본과 대일배상청구권에 대해 협상함으로써 자신을 정통 중국 정권으로 인정해줄 우방을 확보했고, 중화인민공화국은 대소관계가 악화되면서 데탕트가 찾아오는 70년대 서방 국가들과의 관계 회복을 위해 대일배상청구권을 포기하는 대가로 중일국교정상화를 하였다. 다만 국가 차원의 배상포기였기 때문에, 개인의 배상청구는 가능하다.
샌프란시스코 강화조약에 의거하여 전쟁 피해국의 지위를 갖던 캄보디아와 라오스는 배상 대신 경제협력을 택해 금액을 올렸다.

## 같이 보기
- 한일기본조약
- 박정희
- 김종필
- 오히라 마사요시
- 김종필-오히라 메모 밀약
- 한일청구권협정